# Santa Catarina
Santa Catarina (en español: Santa Catalina) es uno de los veintiséis estados que, junto con el distrito federal, forman la República Federativa de Brasil. Su capital es Florianópolis y su ciudad más poblada, Joinville. Está ubicado en el centro de la región Sur del país. Limita al norte con el río Iguazú que lo separa de Paraná, al este con el océano Atlántico, al sur con el río Uruguay que lo separa de Río Grande del Sur y al oeste con Argentina. Con 95 346 km² es el séptimo menos extenso —por delante de Paraíba, Río Grande del Norte, Espírito Santo, Río de Janeiro, Alagoas y Sergipe, el menos extenso— y con 70,6 hab/km² es el séptimo más densamente poblado, por detrás de Río de Janeiro, São Paulo, Alagoas, Sergipe, Pernambuco y Espírito Santo. El estado, que tiene el 3,4 % de la población brasileña, es responsable del 4,6 % del PIB brasileño.
Es uno de los estados con más elevaciones en sus tierras; 52 % del territorio está por encima de los 600 metros. El clima es templado y la economía se basa en la industria (agroindustria, textil, cerámica, máquinas y equipamientos), en la extracción (minas) y en la pesca. El territorio fue donado por Pedro López en el año 1534. En 1675, Francisco Díaz inició la fundación de Nuestra Señora del Destierro, actual Florianópolis, en la isla de Santa Catarina.
En el 1739 la capitanía fue separada de San Pablo. En 1776 formaba parte del virreinato del Río de la Plata, conquistada y administrada por los españoles mediante el tratado de San Ildefonso. En 1829 fue fundada la primera colonia de inmigrantes alemanes.
Durante el imperio, Santa Catarina fue escenario de muchas luchas, inclusive la guerra de los Harapos, que alcanzó al estado. A finales del siglo XIX, se descubre carbón mineral en sus tierras, lo que dio un fuerte impulso y desarrollo al sur del estado. Además, en aquel periodo emigraron nuevos grupos de alemanes e italianos, que se dedicaron a pequeñas plantaciones de vino.

## Geografía

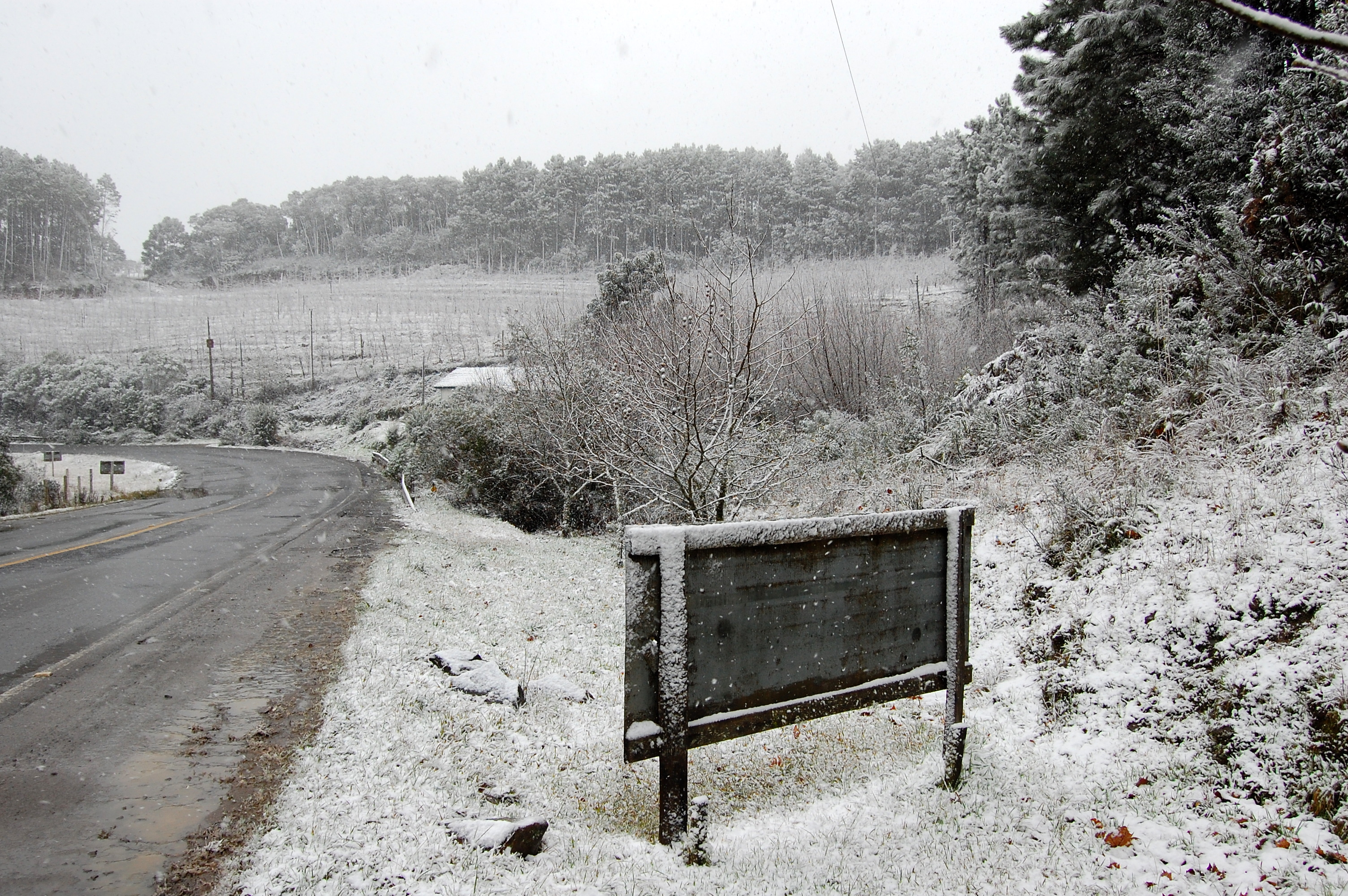
Nieve en São Joaquim, considerada la ciudad más fría de Brasil, en las montañas del estado.

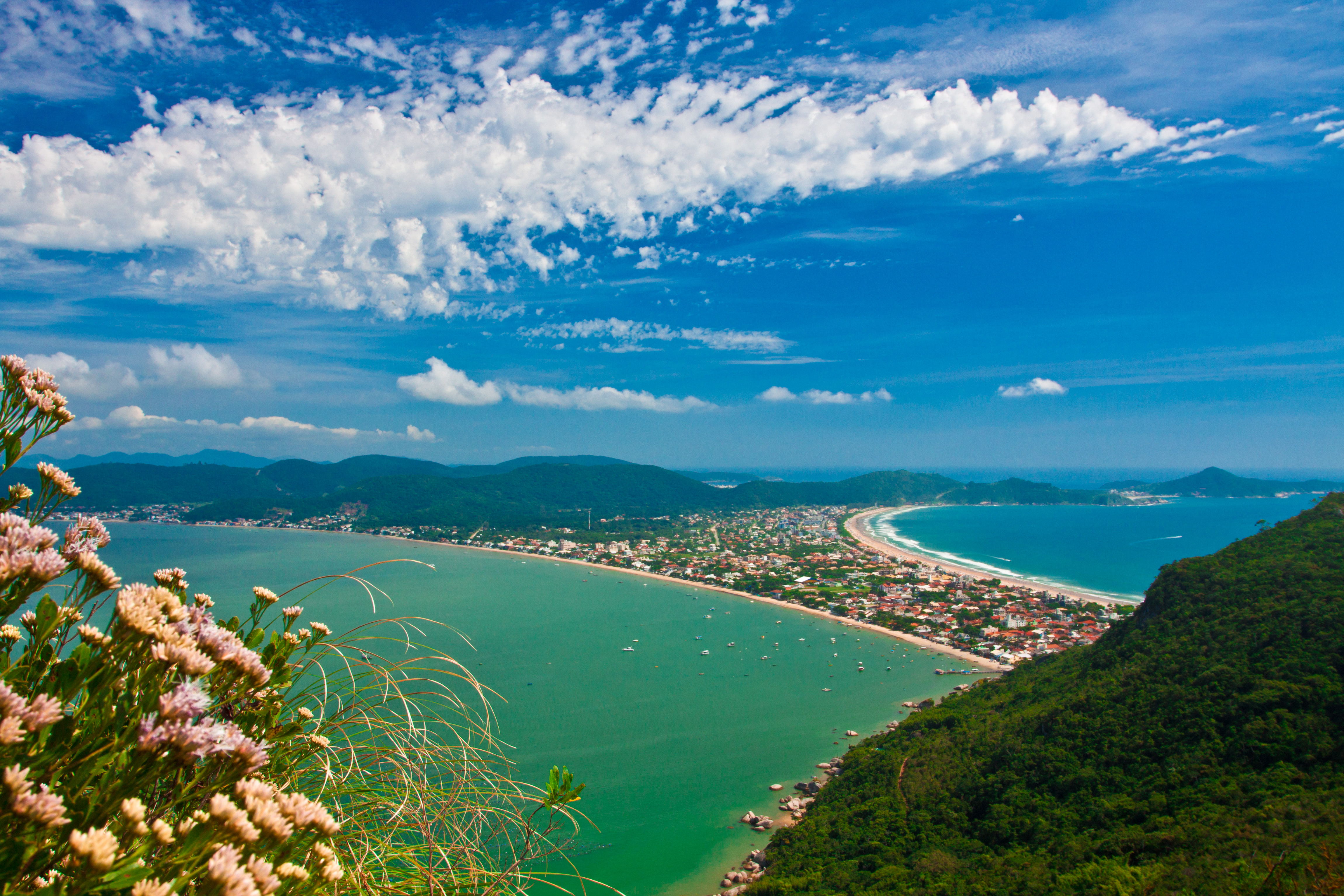
Bombinhas, séptima ciudad más visitada del país por turistas internacionales en 2019, en el litoral del estado.

Santa Catarina es una de las 27 unidades federativas de Brasil, ubicada en el centro geográfico de la Región sur, en una posición estratégica en UNASUR y en el centro de las regiones con mayor desarrollo económico nacional. Sus límites son los estados brasileños de Paraná, al norte, y Río Grande del Sur, al sur; y con la República de Argentina, al oeste; así como el océano Atlántico, al este. Su capital, Florianópolis, está a 1290 km de Montevideo, a 1390 km de Asunción ya 1539 km de Buenos Aires; y a 705 km de São Paulo, a 1144 km de Río de Janeiro y a 1673 km de Brasilia. Su posición geográfica se halla entre los paralelos 25º57'41" y 29º23'55" de latitud Sur y entre los meridianos 48º19'37" y 53º50'00" de longitud Oeste. El estado está organizado administrativamente en 293 municipios.
La sierra Geral, una extensión hacia el sur de la sierra del Mar, atraviesa el estado de norte a sur paralelamente al océano Atlántico, y lo divide en una estrecha llanura en la región costera y en una enorme meseta al oeste. La parte central del estado alberga un bosque de araucarias, también denominada pino paraná o pino brasileño (Araucaria angustifolia).
A lo largo del litoral, aparecen llanuras, tierras de poca altitud, ensenadas e islas. Luego esa parte del relieve gana altitud hasta llevar el título de mesetas y colinas del Este-Sudeste. En el centro-este de Santa Catarina, está la depresión periférica; en el oeste, sureste y centro, las regiones en las que las montañas son más frecuentes, el relieve compartimentado está formado por mesetas y chapadas de la cuenca del Paraná.
La parte que drena la parte oriental del estado es la cuenca hidrográfica del Atlántico Sur. El Itajaí es el río más importante de esa parte de Santa Catarina. En el centro y el oeste, se encuentran los afluentes del río Uruguay, como el Pelotas, el Canoas, el do Peixe y el Chapecó. Esos cursos de agua son parte de la cuenca del río Uruguay. (también Negro, Iguazú, Chapecó, Tubarão y Araranguá).
Santa Catarina tiene un clima subtropical húmedo. Las temperaturas medias varían ampliamente según la ubicación: son más frías en las regiones serranas (en la que puede caer nieve en invierno ) y más calientes en el litoral, en el sur y en el oeste. Las lluvias están bien distribuidas a lo largo del año, alcanzando un promedio de 1500 mm anuales. En sus orígenes históricos, la vegetación que recubría el estado era de florestas e campos. El bosque atlántico fue predominante en las sierras litorales y en los tramos más altos de las regiones serranas, el bosque de Araucaria. Los campos se dan en manchas esparcidas por todo el estado entero.

## Demografía

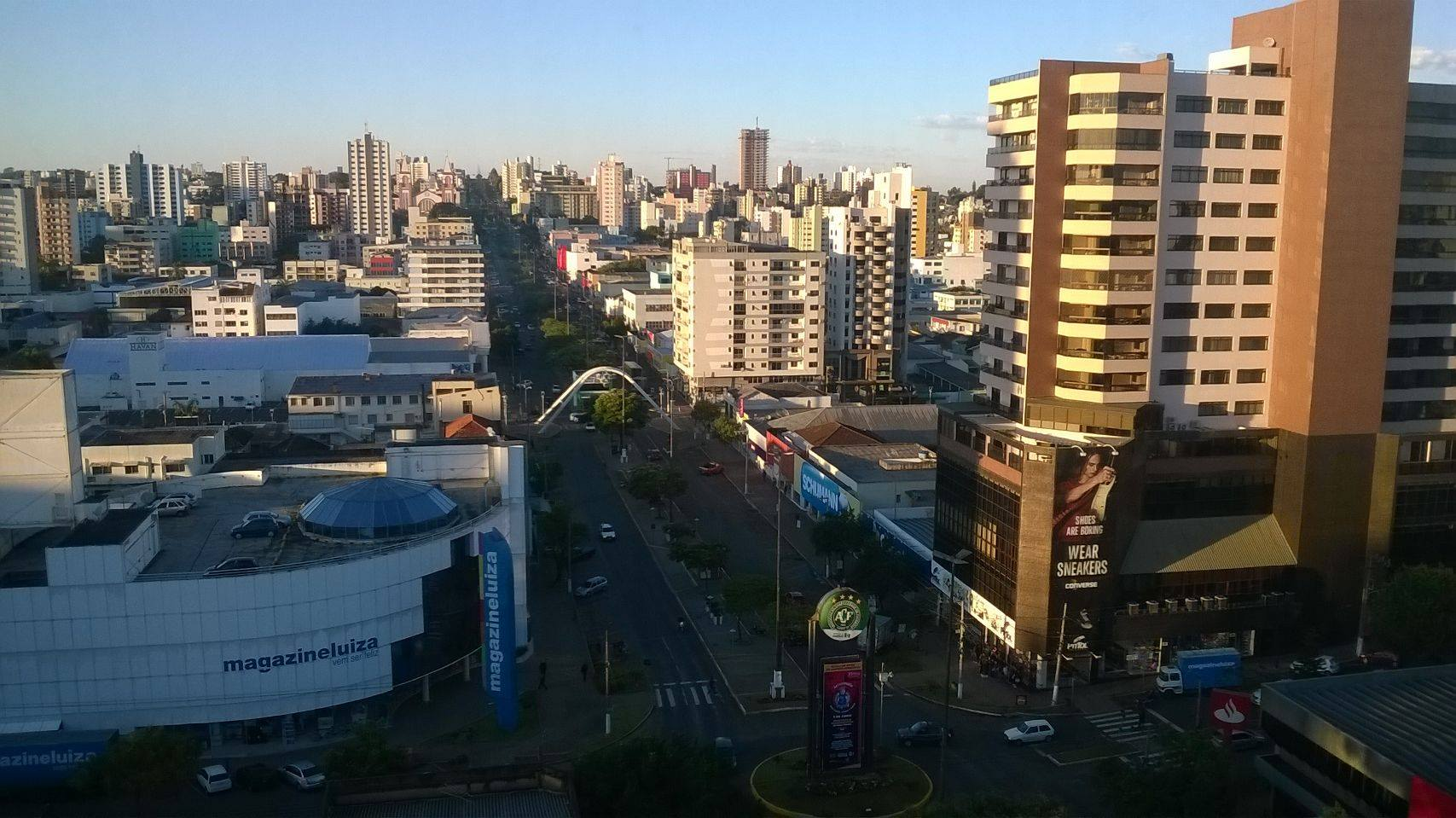
Chapecó, la ciudad más grande del oeste de Santa Catarina.

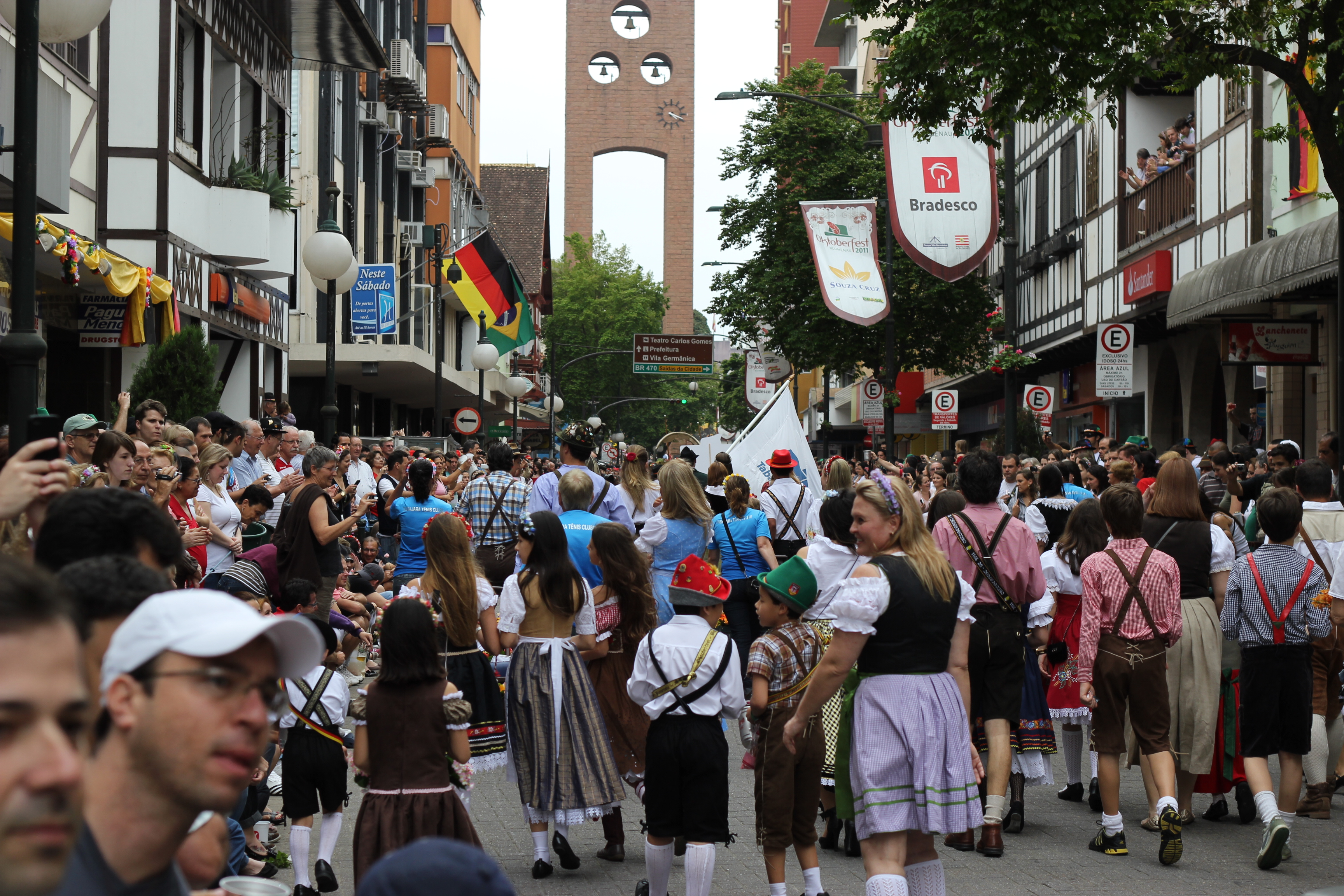
Oktoberfest en Blumenau.

Según los datos del IBGE, el estado tiene una población de 5 866 568 de habitantes (2005), (datos más actualizados del año 2006, del mismo organismo  indicarían que la población de Santa Catarina es de 5 958 295 habitantes) con una densidad poblacional de 61,53 hab./km². Las ciudades más pobladas son:
1. Joinville (496 051 hab. IBGE/2006)
2. Florianópolis (406 564 hab. IBGE/2006)
3. Blumenau (298 603 hab. IBGE/2006)
4. São José (201 103 hab. IBGE/2006)
5. Criciúma (190 923 hab. IBGE/2006)
6. Chapecó (173 262 hab. IBGE/2006)
7. Lages (168 384 hab. IBGE/2006)
8. Itajaí (168 088 hab. IBGE/2006)
9. Jaraguá do Sul (131 786 hab. IBGE/2006)
10. Palhoça (128 102 hab. IBGE/2006)

La población de Santa Catarina está formada por más de cincuenta etnias, siendo predominantes las descendientes de europeos (87 %): alemanes/austriacos (45 %), italianos (17 %), portugueses (15 %) y, en menor medida, eslavos (6-11 %) (rutenos, polacos, rusos y ucranianos).
Según el IBGE las principales áreas metropolitanas del estado para el año 2007 son:
- Joinville: 1 040 933 habs.
- Florianópolis: 940 339 habs.
- Blumenau: 617 547 habs.
- Itajaí: 465 225 habs.
- Criciúma: 318 027 habs.
- Tubarão: 128 545 habs.

## Idiomas

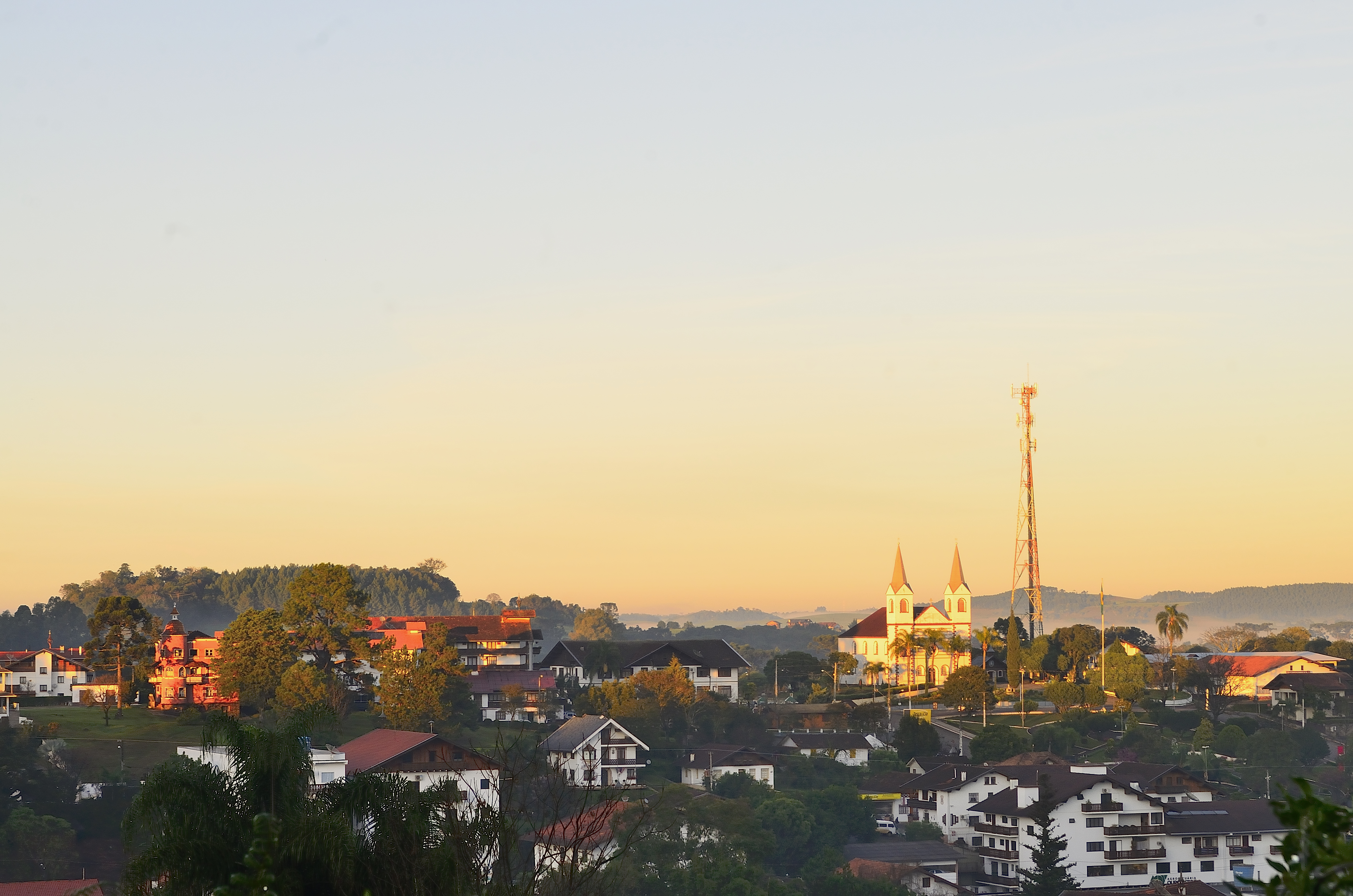
Vista de Treze Tílias fundada por inmigrantes austriacos, la gran mayoría del Tirol y Vorarlberg. La ciudad exhibe en sus edificios un estilo arquitectónico de entramado de madera con influencia alpina.

Los idiomas de Santa Catarina pueden ser divididos en dos grandes grupos completamente distintos: las lenguas autóctonas y las lenguas alóctonas. Algunos de ellos pueden ser idiomas minoritarios.

### Idiomas autóctonos o nativos
- Káingang
- Mbyá-guaraní
- Xoclengue

### Idiomas alóctonos o de inmigrantes
- Portugués.
- Katarinensisch en el interior del estado.
- Veneciano (véneto), en su variante brasileña denominada Talián.
- Hochdeutsch o Deutsch (alemán).
- Plattdietsch o plattdüütsch, idioma germánico (hablado en algunas partes de los Países Bajos, sur de Dinamarca, norte de Alemania y noroeste de Polonia, reconocido oficialmente por la Unión Europea) al cual pertenece el dialecto pomerano del este hablado en varias regiones del sur de Brasil, próximas a las ciudades de Blumenáu y Pomerode.
- Español y/o portuñol, muy hablado en las regiones de frontera con la Argentina.
- Otras lenguas: en menor medida existen otros núcleos o dialectos entre los que se destacan el italiano, idioma lombardo, polaco, ucraniano, lituano, japonés, árabe, ídish, entre otros.

## Economía

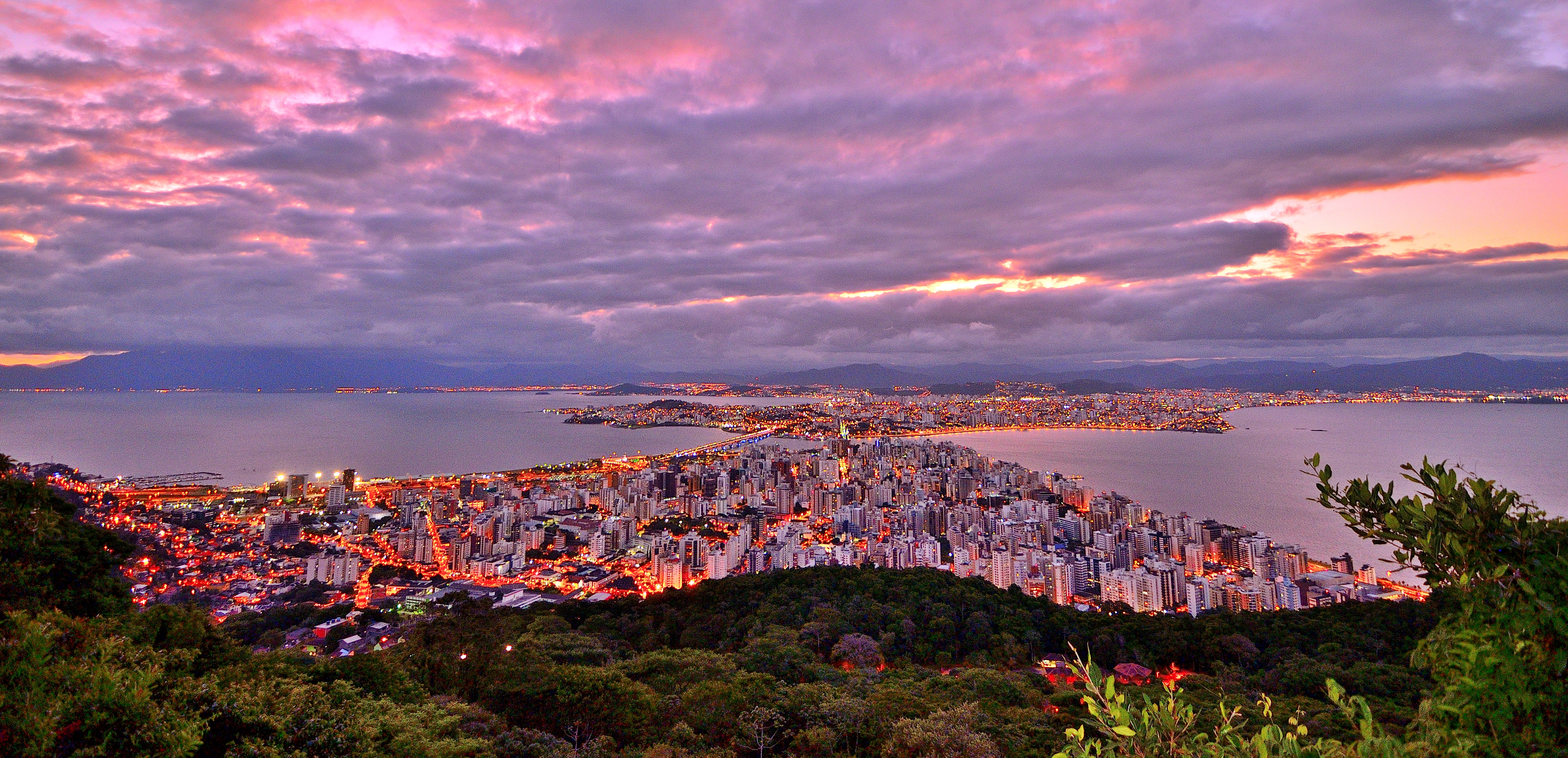
Florianópolis, capital del estado y segunda ciudad más visitada del país por turistas internacionales, solo por detrás de Río de Janeiro.

La economía de Santa Catarina se basa en la industria (principalmente la agroindustria, la textil, la cerámica y la metal-mecánica), en la minería y en la ganadería. El estado es el mayor exportador de pollo y carne porcina del Brasil, siendo Sadia (Concórdia) y Perdigão (Videira), las dos mayores empresas alimenticias del Brasil. Entre las industrias se destacan WEG (Jaraguá do Sul) uno de los mayores fabricantes de motores eléctricos del mundo y EMBRACO, fabricante de compresores para refrigeradores. Poseen un gran desarrollo las industrias de electrodomésticos en el norte del estado, con marcas de renombre nacional como Cônsul y Brastemp (ambas de Joinville).
Santa Catarina es el séptimo estado más rico del Brasil, y junto a Paraná (quinto) y Río Grande del Sur (cuarto), controlan el 18,2 % de la economía del país. El estado es además un gran exportador.

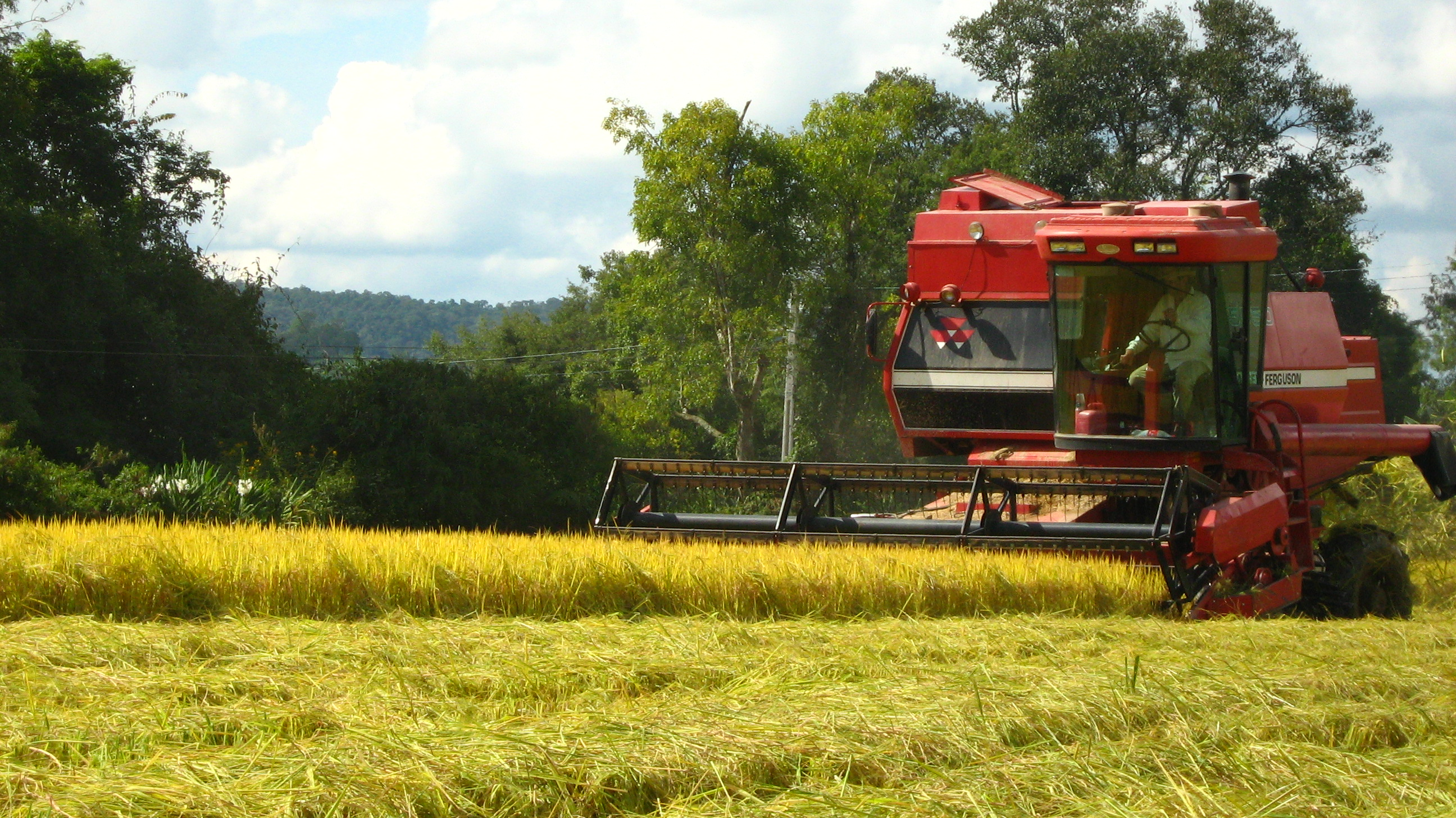
Plantación de arroz cerca de Rio do Sul.

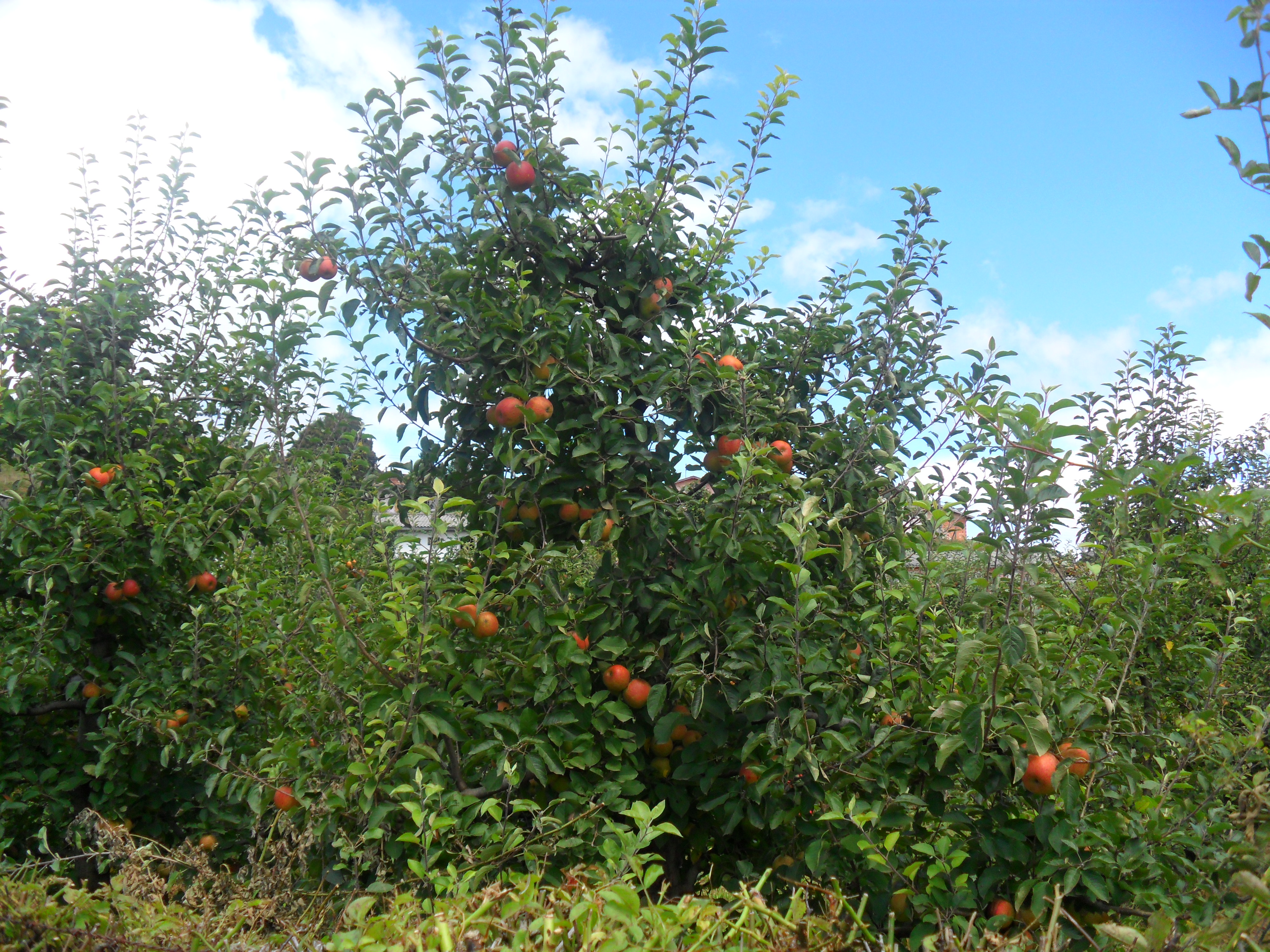
Manzanos en Bom Jardim da Serra

En agricultura, el estado se destaca en la producción de arroz, manzana y cebolla, además de tener una producción importante de soja, maíz, plátano, uva, ajo, cebada, trigo y yerba mate.
Con solo el 1,12 % del territorio nacional, Santa Catarina fue el octavo mayor productor de maíz y el undécimo mayor productor de soja en Brasil, en el año 2017. Pero cuando se tiene en cuenta el volumen producido por tamaño del área, el Estado se convierte en líder nacional en maíz, con un promedio de 8,1 mil kilos por hectárea, y el segundo puesto en productividad en soja, con 3580 kilos por hectárea. En 15 años, ha habido un crecimiento del 118 % en la productividad del maíz y del 58 % en la soja.  En 2019, la producción de maíz en el estado alcanzó 2,8 millones de toneladas (en 2018 Brasil fue el tercer productor más grande del mundo, con 82 000 000 de toneladas.  Sin embargo, la demanda anual del maíz en el estado es de 7 millones de toneladas: el 97 % es para consumo animal, especialmente para la producción de cerdos y pollos de engorde (83,8 %), ya que Santa Catarina es el estado productor de cerdos más grande de Brasil y el segundo avícola más grande. El déficit está cubierto por importaciones interestatales, principalmente de Mato Grosso do Sul, Mato Grosso, Paraná y Goiás, y de países como Argentina y Paraguay.  En la producción de soja, en 2019 el estado cosechó 2300 de toneladas (Brasil produjo 116 millones de toneladas este año, siendo el mayor productor del mundo).
El estado fue el segundo mayor productor de arroz del país en 2020, solo superado por Rio Grande do Sul. Este año, el estado cosechó alrededor de 1,1 millones de toneladas del producto. La producción nacional total fue de 10,5 millones de toneladas este año.
Los tres estados del sur del país son responsables del 95 % de la producción nacional de manzana, y Santa Catarina aparece en la parte superior de la lista de producción, compitiendo con Rio Grande do Sul. La región São Joaquim es responsable del 35 % de la siembra de manzana nacional.
Santa Catarina es también un líder nacional en la producción de cebolla. En 2017, produjo 630 000 toneladas, especialmente en los municipios de Alfredo Wagner, Angelina y Rancho Queimado.
En la producción de plátano, en 2018 Santa Catarina fue el cuarto productor nacional más grande.
Santa Catarina fue el tercer mayor productor de ajo en Brasil en 2018, con una superficie plantada de aproximadamente dos mil hectáreas. La región de Curitibanos es el mayor productor del estado.
Santa Catarina es uno de los pocos estados del país que cultiva cebada. En el periodo 2007-2011, el estado tenía el 2,5 % de la producción nacional. El cultivo se concentró en las microrregiones de Canoinhas (57,6 %), Curitibanos (26,5 %) y Xanxerê (11,5 %). También es uno de los pocos estados que cultiva trigo, también debido al factor climático. En 2019, la producción estimada del estado fue de 150 000 toneladas, todavía pequeña en comparación con los 2300 de toneladas producidas tanto por Rio Grande do Sul como por Paraná. Debido a que el país tiene que importar estos 2 cereales en gran volumen cada año, el Estado ha estado tratando de estimular la producción de cultivos de cereales de invierno con programas de incentivos.
Con respecto a yerba mate, Santa Catarina produjo cerca de 100 000 toneladas en 2018, principalmente en las ciudades de Chapecó y Canoinhas.

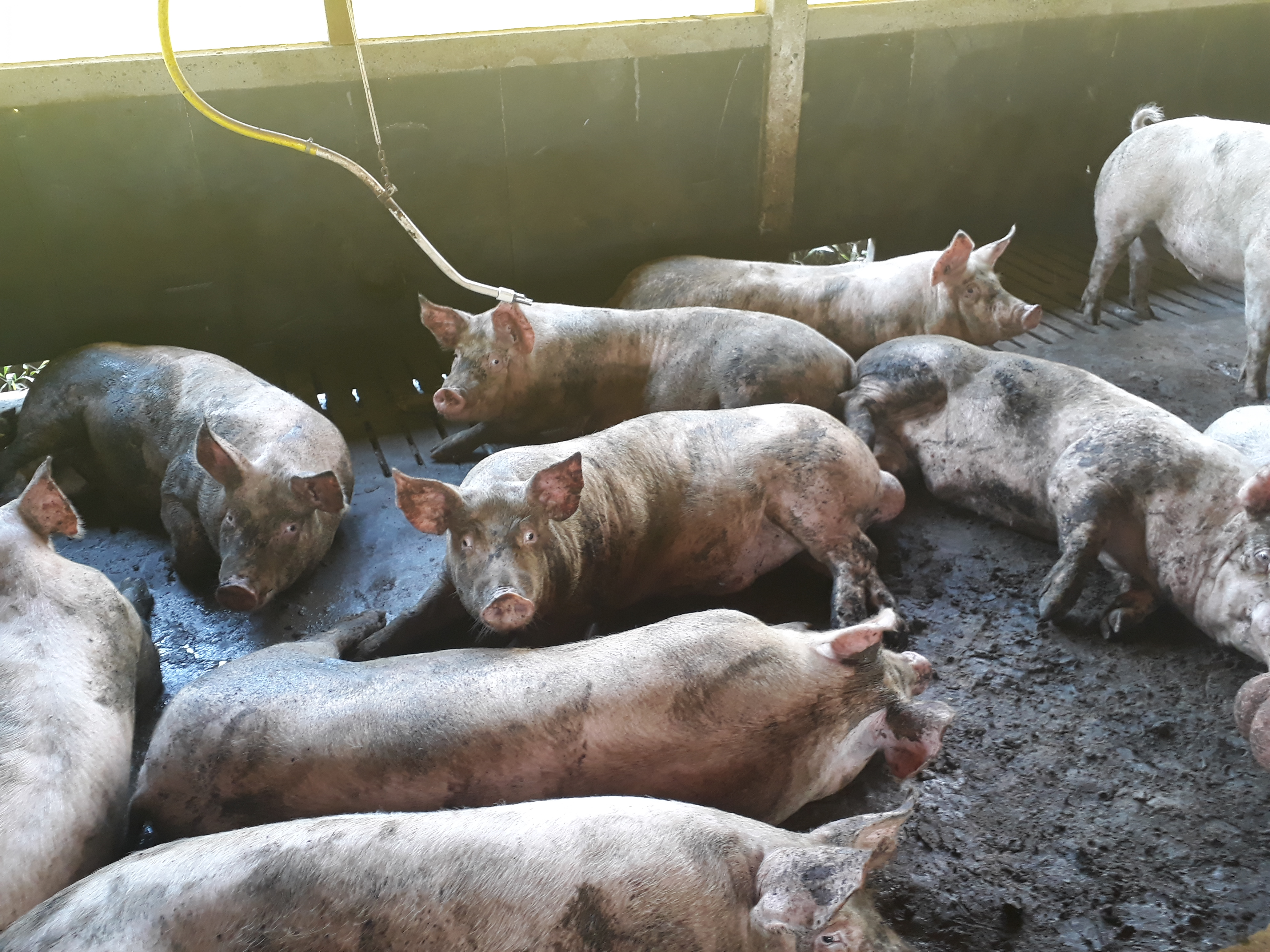
Porcicultura en Jaborá

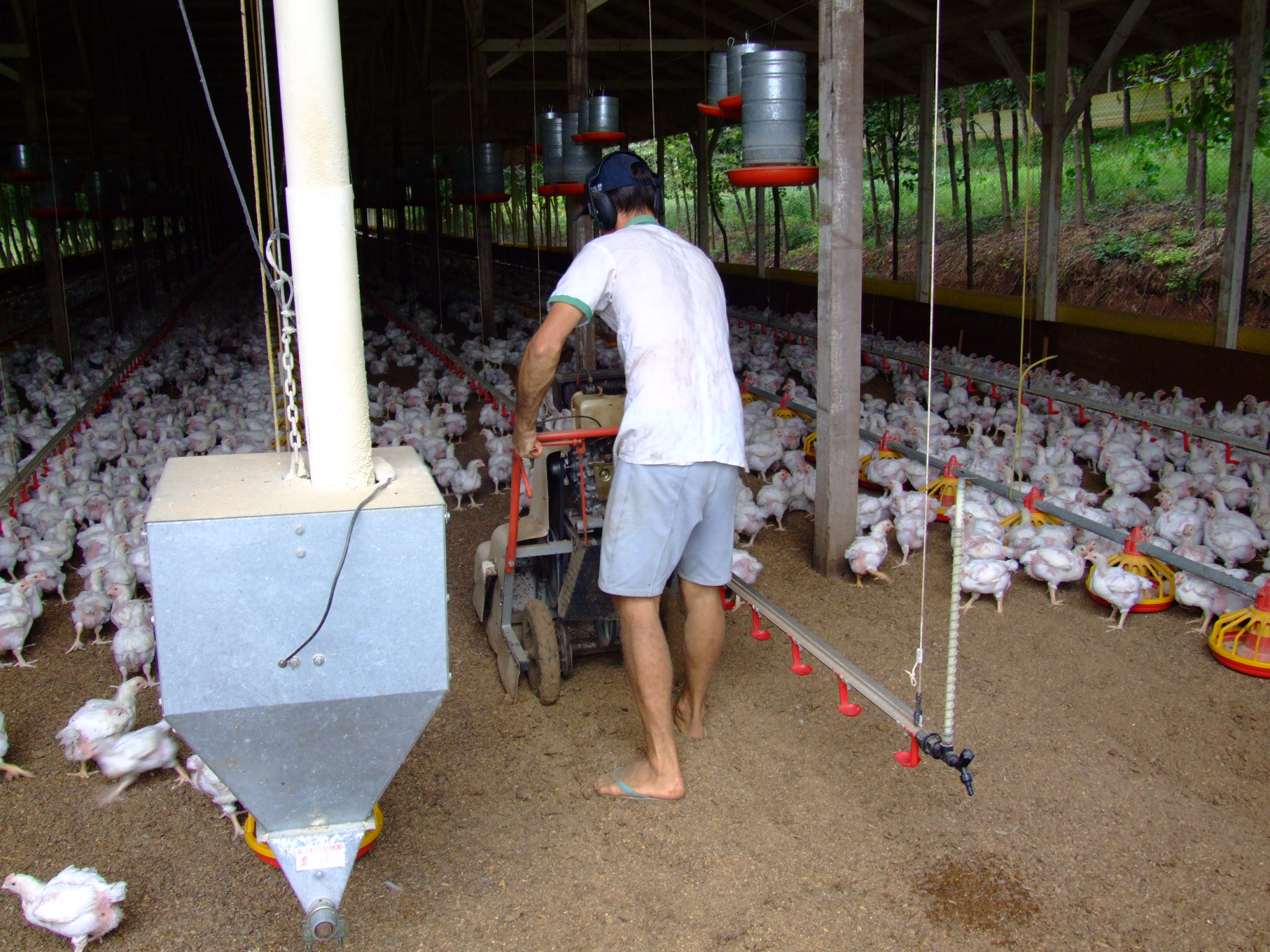
Aves en Campos Novos

El estado tuvo una producción anual de aproximadamente 23 000 toneladas de uva en 2019, con un 86 % de la producción estatal ubicada en los municipios de Caçador, Pinheiro Preto, Tangará y Videira. Sin embargo, la mayor parte de la producción nacional se encuentra en Rio Grande do Sul (664 200 toneladas en 2018).

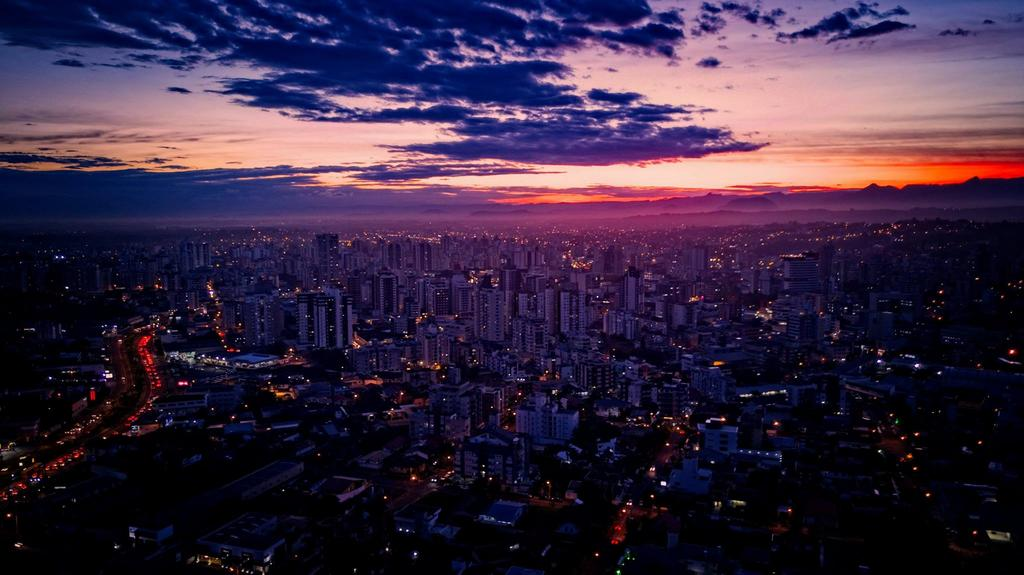
Puesta de sol en Criciúma.

En carne de cerdo, Santa Catarina es el mayor productor de Brasil. El Estado es responsable del 28,38% de la masacre del país y del 40,28 % de las exportaciones brasileñas de carne de cerdo. El número de cerdos en Brasil fue de 41,1 millones de cabezas en 2017. Santa Catarina tenía el 19,7 % del total.
El número de pollos en Brasil fue de 1400 000 000 de cabezas en 2017. Santa Catarina tenía el 10,8 % del total nacional, siendo el cuarto estado más grande del país.
En la producción de leche, Brasil es el quinto mayor productor de leche del mundo, habiendo obtenido, en 2018, casi 34 000 millones de litros, el 4 % de la producción mundial. El Estado de Santa Catarina fue responsable del 8,78% de la producción nacional, casi 3000 millones de litros de leche. En la producción de huevos, Santa Catarina representó el 4,58 % del total nacional, que fue de 3600 millones de docenas en 2018. Solo el Estado fue responsable de 165 millones de docenas.
En la crianza de vacuno, Brasil tenía casi 215 millones de cabezas en 2017. Santa Catarina tenía alrededor de 5 millones de cabezas de ganado en 2018.
Santa Catarina fue el quinto mayor productor de miel del país en 2017, con un 10,2 % del total nacional.
La pesca juega un papel importante en la economía del estado. La producción de ostrass, vieiras y mejillón en Brasil fue de 20,9 mil toneladas en 2017. Santa Catarina fue el principal estado productor, responsable del 98.1% de la producción nacional. Palhoça, Florianópolis y Bombinhas lideraron el ranking de municipios.
Santa Catarina es el mayor productor de carbón en Brasil, principalmente en la ciudad de Criciúma y sus alrededores. La producción de carbón mineral crudo en Brasil fue de 13,6 millones de toneladas en 2007. Santa Catarina produjo 8,7 Mt (millones de toneladas); Rio Grande do Sul, 4.5 Mt; y Paraná, 0.4 Mt. A pesar de la extracción de carbón mineral en Brasil, el país aún necesita importar alrededor del 50% del carbón consumido, ya que el carbón producido en el país es de baja calidad, ya que tiene una menor concentración de carbono. Entre los países que suministran carbón mineral a Brasil se encuentran Sudáfrica, Estados Unidos y Australia. El carbón mineral en Brasil suministra, en particular, plantas termoeléctricas que consumen alrededor del 85 % de la producción. La industria del cemento en el país, por otro lado, se abastece con aproximadamente el 6 % de este carbón, dejando un 4 % para la producción de papel de celulosa y solo un 5 % en las industrias de alimentos, cerámica y granos. Brasil tiene reservas de turba, lignito y carbón duro. El carbón totaliza 32 000 millones de toneladas de reservas y se encuentra principalmente en Rio Grande do Sul (89,25 % del total), seguido de Santa Catarina (10,41 %). El depósito Candiota (RS) solo tiene el 38 % de todo el carbón nacional. Como es un carbón de calidad inferior, se usa solo en la generación de energía termoeléctrica y en el sitio del depósito. La crisis del petróleo en la década de 1970 llevó al gobierno brasileño a crear el Plan de Movilización de Energía, con una intensa investigación para descubrir nuevas reservas de carbón. El Servicio Geológico de Brasil, a través de trabajos realizados en Rio Grande do Sul y Santa Catarina, aumentó en gran medida las reservas de carbón previamente conocidas, entre 1970 y 1986 (principalmente entre 1978 y 1983). Luego se descubrió carbón de buena calidad, adecuado para su uso en metalurgia y en grandes volúmenes (siete mil millones de toneladas), en varios depósitos en Rio Grande do Sul (Morungava, Chico Lomã, Santa Teresinha), pero a profundidades relativamente grandes (hasta 1200 m), lo que ha impedido su uso hasta ahora. En 2011, el carbón representaba solo el 5,6 % de la energía consumida en Brasil, pero es una fuente estratégica importante, que se puede activar cuando, por ejemplo, los niveles de agua en las represas son muy bajos, lo que reduce el suministro excesivo de agua. energía hidroeléctrica. Esto sucedió en 2013, cuando varias plantas termoeléctricas se cerraron, manteniendo así el suministro necesario, aunque a un costo mayor.
Acerca de industria, Santa Catarina tuvo un PIB industrial de 63 200 millones R $ en 2017, equivalente al 5,3 % de la industria nacional. Emplea a 761 072 trabajadores en la industria. Los principales sectores industriales son: construcción (17,9 %), alimentos (15,9 %), ropa (7,4 %), servicios públicos de servicios industriales, como electricidad y agua (6,9 %) y textiles (6 %). Estos 5 sectores concentran el 54,1 % de la industria del estado.
Los principales centros industriales en Santa Catarina son Jaraguá do Sul, Joinville, Chapecó y Blumenau. El primero tiene un carácter diversificado, con fábricas de telas, productos alimenticios, fundiciones y la industria mecánica. La economía de Chapecó se basa en los agronegocios. Blumenau concentra su actividad en la industria textil (junto con Gaspar y Brusque) y recientemente también en la industria del software. En el interior del estado, hay numerosos centros de fabricación pequeños, vinculados tanto a la industrialización de la madera como al procesamiento de productos agrícolas y pastorales.

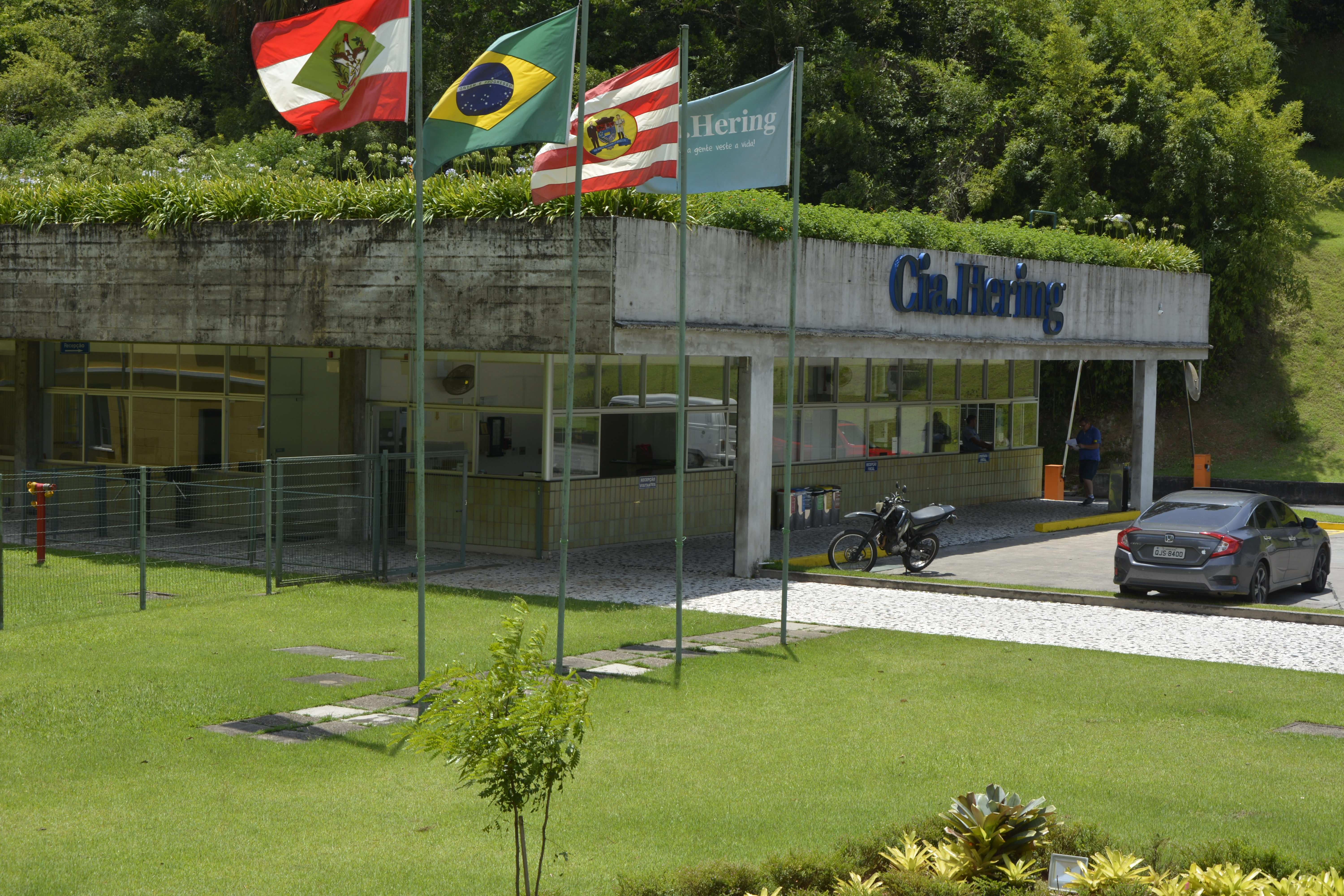
Sede de Hering, en Blumenau

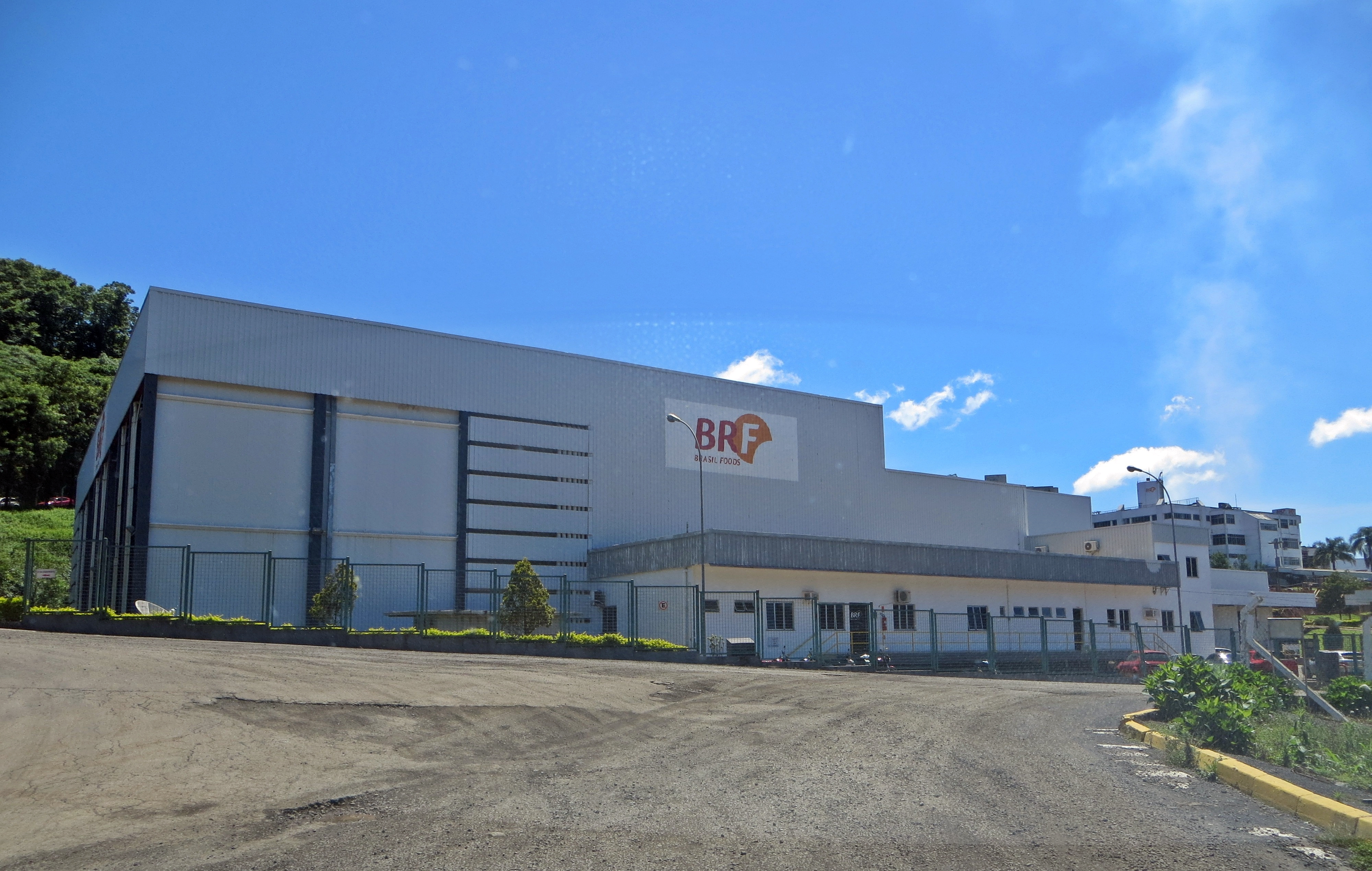
Sede de Perdigão, en Videira

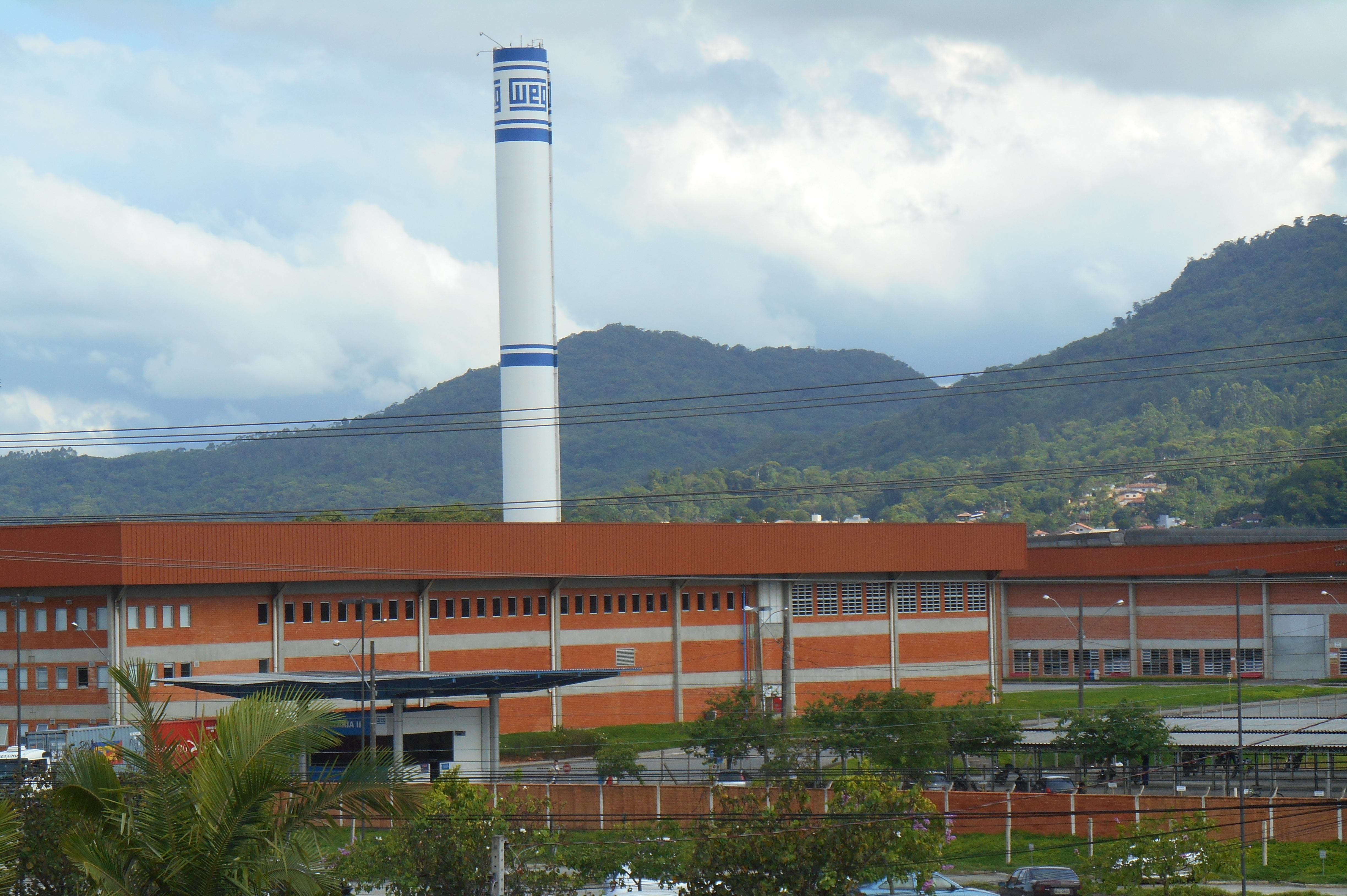
WEG, uno de los mayores fabricantes de equipos eléctricos del mundo

En industria textil, Santa Catarina se destaca. Brasil, a pesar de estar entre los 5 mayores productores del mundo en 2013, y de ser representativo en el consumo de textiles y prendas de vestir, tiene muy poca inserción en el comercio mundial. En 2015, las importaciones brasileñas ocuparon el puesto 25 en el ranking (5500 millones US $). Y en exportaciones, fue solo el 40.º en el ranking mundial. La participación de Brasil en el comercio mundial de textiles y prendas de vestir es solo del 0,3 %, debido a la dificultad de competir en precio con los productores de la India y principalmente de China. El valor bruto de la producción, que incluye el consumo de bienes y servicios intermedios, por la industria textil brasileña correspondió a casi 40 mil millones R $ en 2015, el 1,6 % del valor bruto de la producción industrial en Brasil. El Sur tiene el 32,65 % de la producción. Entre los principales grupos textiles en Brasil, destaca el Vale do Itajaí (SC). En 2015, Santa Catarina fue el segundo empleador textil y de ropa más grande de Brasil. Ocupa el liderazgo nacional en la fabricación de almohadas y es el mayor productor de América Latina y el segundo en el mundo en etiquetas tejidas. Es el mayor exportador en el país de ropa de baño / cocina, telas de algodón y camisas de algodón. Algunas de las compañías más famosas de la región son Hering, Malwee, Karsten y Haco.
En Industria alimentaria, en 2019, Brasil fue el segundo mayor exportador de alimentos procesados del mundo, con un valor de 34 100 millones U $ en exportaciones. Los ingresos de la industria brasileña de alimentos y bebidas en 2019 fueron de R $ 699 900 millones, el 9,7 % del producto interno bruto del país. En 2015, el sector industrial de alimentos y bebidas en Brasil comprendía 34 800 empresas (sin contar las panaderías), la gran mayoría de las cuales eran pequeñas. Estas compañías emplearon a más de 1 600 000 trabajadores, convirtiendo a la industria de alimentos y bebidas en el mayor empleador en la industria manufacturera. Hay alrededor de 570 grandes empresas en Brasil, que concentran una buena parte de los ingresos totales de la industria. Los 50 principales fueron:  JBS, Ambev,  Bunge, BRF, Cargill, Marfrig, LDC do Brasil, Amaggi, Minerva Foods, Coca Cola Femsa,  Aurora,  Vigor, M .Dias Branco, Camil Alimentos, Solar.Br, Granol, Caramuru Alimentos, Bianchini, Copacol, Citrosuco,  Três Corações Alimentos SA,  Itambé, Ajinomoto, Algar Agro, Piracanjuba, Vonpar,  Agrex, Frimesa, Grupo GTFoods, Grupo Simões, Elebat Alimentos, Garoto, Pif Paf Alimentos, J. Macêdo, Frigol, Josapar, Olfar Alimento e Energia,  Embaré, Alibem, Dalia Alimentos, Asa Participações,  Cacique, Frisa, Arroz Brejeiro, Gomes da Costa, Pamplona, Moinhos Cruzeiro do Sul, Mejor carne de res, SSA Alimentos y Correcta.  Santa Catarina creó empresas como Sadia y Perdigão (que luego se fusionó con BRF), Seara Alimentos (que hoy pertenece a JBS), Aurora (todos los especialistas en carne), Gomes da Costa (pescado y enlatado), Cervecería Eisenbahn y Hemmer Alimentos (especialista en conservas como pepino, b eet, palmito, entre otros).
En el sector automotriz, el estado tiene plantas  GM y BMW.
En la Región Norte del estado (Canoinhas, Três Barras, Mafra), se destaca la madera y la industria papelera, donde se concentran las grandes industrias debido al potencial y la existencia de materias primas en la región. En las industrias Serra (Rio Negrinho y São Bento do Sul), se realizan trabajos de procesamiento madera, creando diversos derivados y el producto final. El estado se destaca a nivel nacional en la producción de muebles de madera. En estas ciudades, junto con la ciudad de Palhoça, se concentra el mayor volumen de empresas. La industria tiene una participación del 7,5 % en el sector nacional. El estado es el segundo mayor exportador de muebles del país (2014). La industria maderera de Santa Catarina se destaca con una participación del 17,1 % en Brasil. Es uno de los más grandes del país en la producción de puertas de madera y es un líder nacional en marcos.
Responsable de manejar R $ 6,5 mil millones en valor bruto de la Producción Industrial de Santa Catarina, el sector papel y celulosa es una de las vocaciones económicas más importantes de la parte montañosa del estado. En Santa Catarina es el octavo en exportaciones y el décimo en creación de empleo, con más de 20 200 vacantes, según datos de 2015. Los municipios de Lages y Otacílio Costa juntos representan alrededor del 47 % de las exportaciones del sector estatal de la celulosa y el papel.
En el sur del estado (incluidas las ciudades de Imbituba, Tubarão, Criciúma, Forquilhinha, Içara y Urussanga) se concentran principales fábricas de baldosas cerámicas en Brasil. El estado de Santa Catarina también lidera, en el país, la producción de vajilla y  cristales.
El noreste del estado se destaca en la producción de motocompresores, autopartes, refrigeradores, motor es y componentes eléctricos, máquinas industriales, tubos y conexiones. En Santa Catarina, la industria de maquinaria y equipo se destaca en la fabricación de compresores, siendo líder en exportaciones de este producto entre los estados del país. También es un importante productor de equipos forestales. En metalurgia, el estado tiene el mayor fabricante nacional de fregaderos, tanques y tanques de acero inoxidable, trofeos y medallas, elementos de fijación (tornillos, tuercas, etc.), tanques con camisa para combustibles, recipientes a presión industriales y conexiones de hierro maleable. Es líder mundial en bloques de motor y cabezales de hierro, siendo el mayor exportador brasileño de este producto.
En el sector del calzado de cuero (Industria del calzado), el estado tiene un polo productor en São João Batista.
En la industria electrodomésticos, las ventas de equipos denominados de "línea blanca" (refrigerador, aire acondicionado y otros) fueron de 12,9 millones de unidades en 2017. El sector tuvo su pico de ventas en 2012, con 18,9 millones de unidades. Las marcas que más vendieron fueron Brastemp, Electrolux, Consul y Philips. Consul es originaria de Santa Catarina, se fusionó con Brastemp y hoy forma parte de la multinacional Whirlpool Corporation.

### Turismo

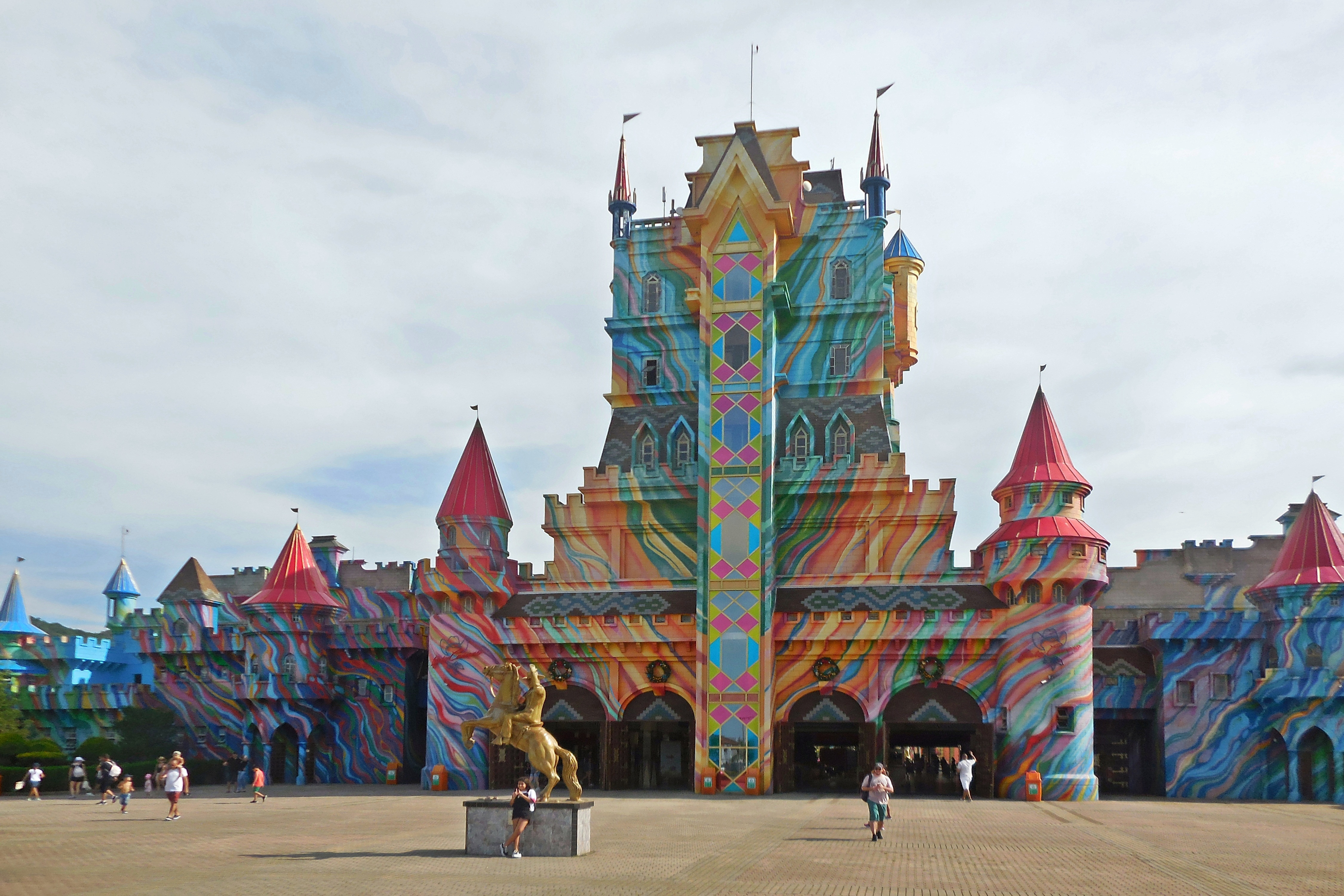
Beto Carrero World, el parque de diversiones más grande de América Latina.

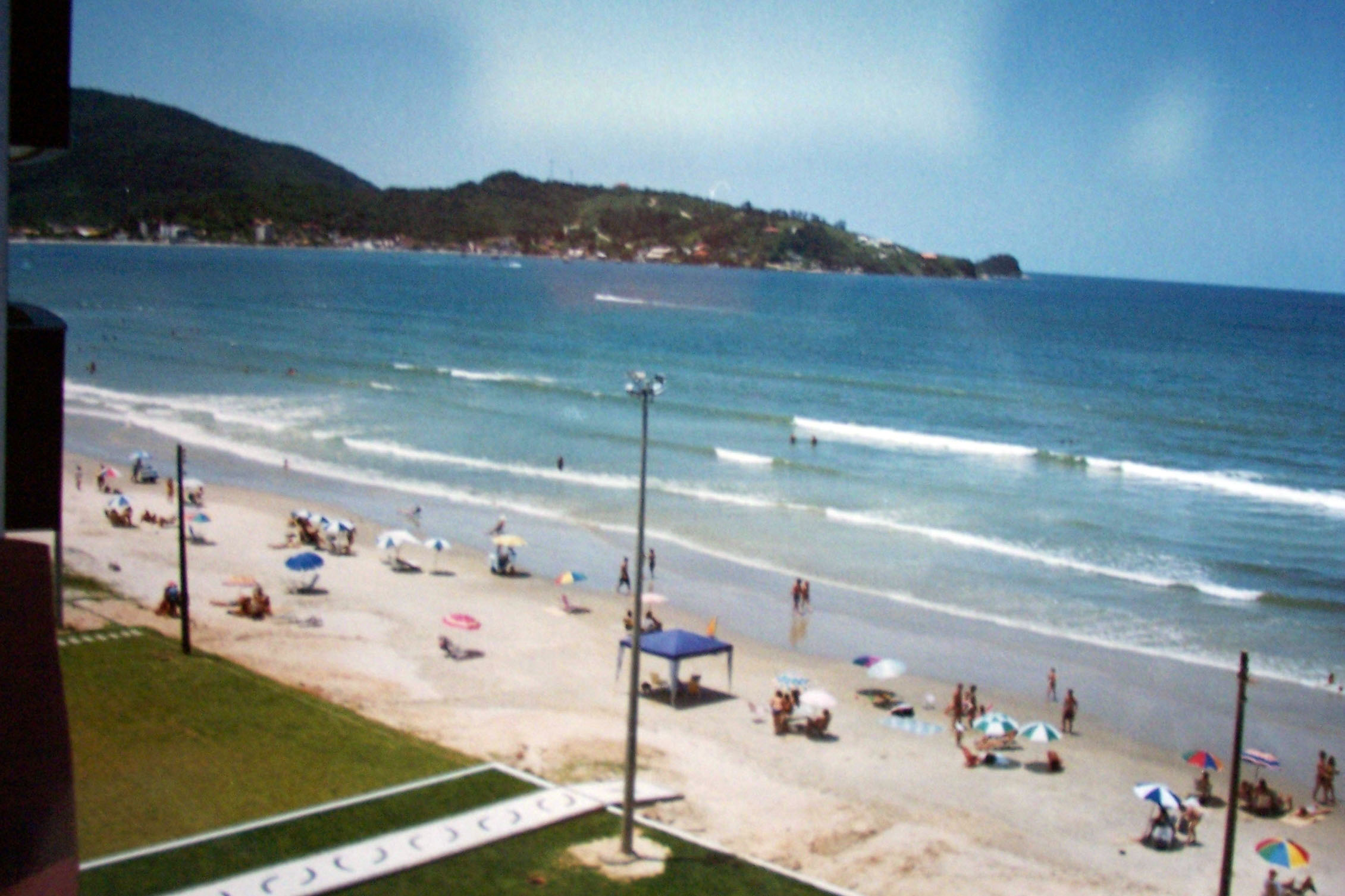
La ciudad de Itapema, en el litoral catarinense.

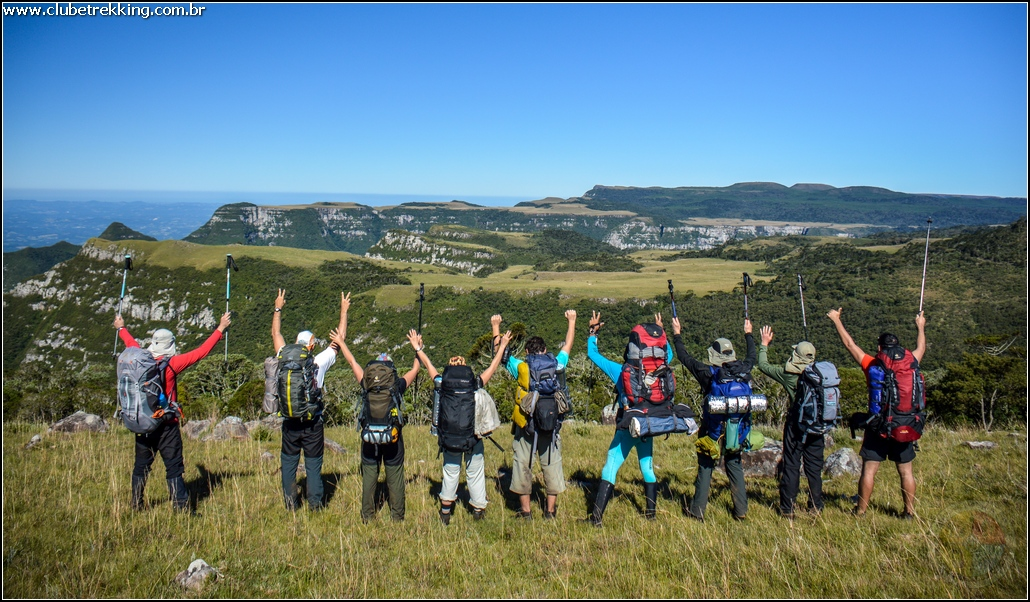
Senderismo en la Serra do Rio do Rastro.

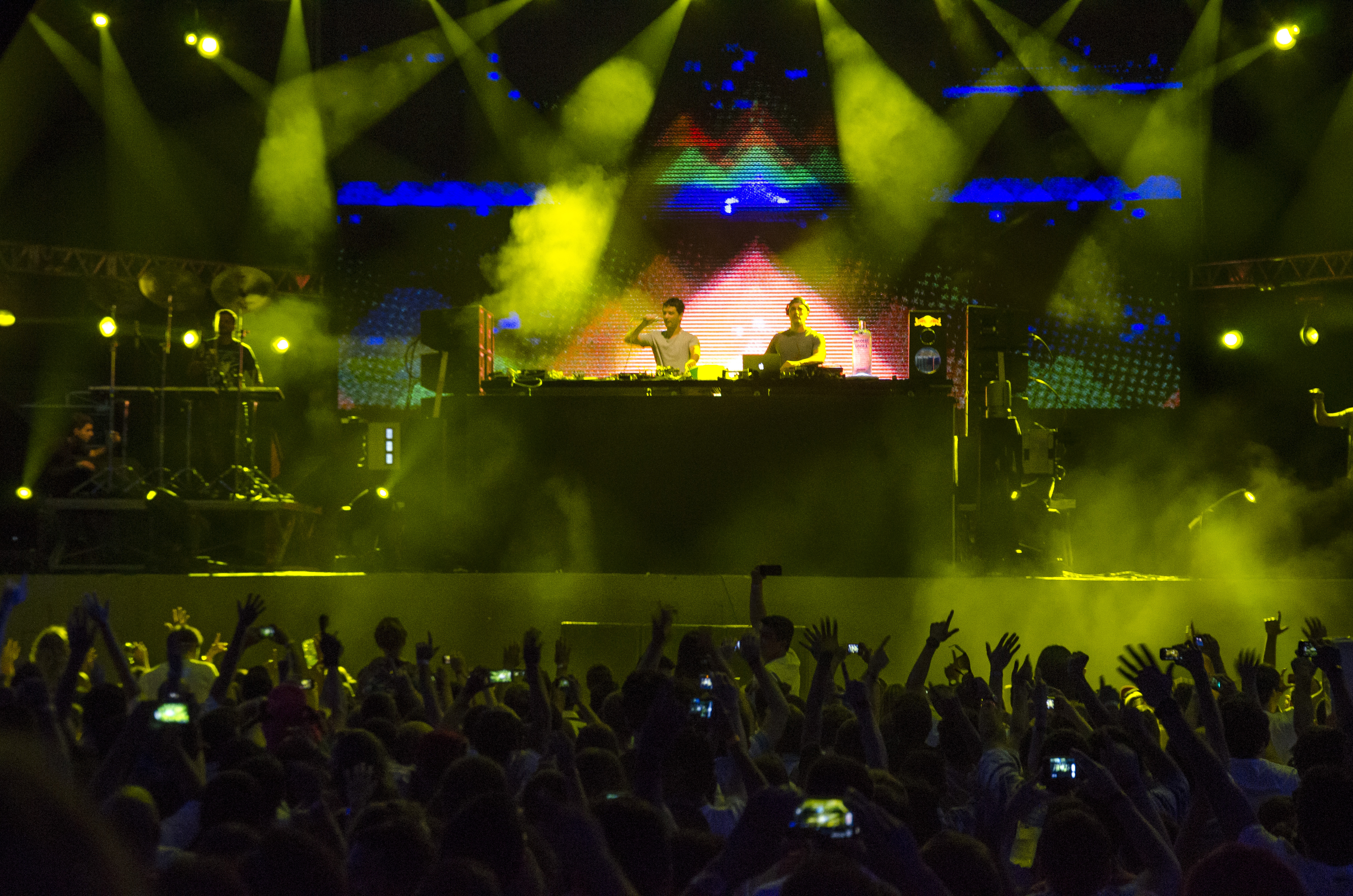
Una fiesta en Jurerê Internacional.

En 2019, de las 10 ciudades brasileñas más visitadas por turistas internacionales, 3 estaban en Santa Catarina. El estado tiene la segunda ciudad más visitada de Brasil (Florianópolis), además de Bombinhas y Balneário Camboriú. Itapema está en la lista de los 15 más visitados.
El estado de Santa Catarina posee un territorio lleno de contrastes: las sierras se contraponen con el litoral de bellas playas, bahías, ensenadas y decenas de islas; en la arquitectura, varios municipios mantienen sus construcciones típicas de la época de colonización; en cuanto a la capital, Florianópolis, es una ciudad de edificaciones modernas y sofisticadas, marcada por la fuerte presencia de los jóvenes, los deportes náuticos y los campeonatos de Surf. Entre las playas más importantes del estado se destacan Bombinhas, que es considerada la capital del buceo brasileño y Balneário Camboriú, una de las playas más populares.
Los veranos se caracterizan por tener temperaturas altas, por lo que los lugares más visitados del estado son las playas de Balneário Camboriú, Bombinhas, Itapema, Garopaba, Joaquina, Canasvieiras y Praia Mole; y el riguroso invierno de la Sierra Catarinense con fuertes heladas - a veces, acompañadas con nieves - atraen a turistas de todo el país. Los lugares más visitados de la sierra son Lages y São Joaquim. En el valle de Itajaí – en dirección a Blumenau – están concentrados diferentes destinos con respecto al turismo de negocios. En el municipio de Timbó, se destacan lugares óptimos para la práctica de deportes radicales como ser ráfting, canyoning y prácticas verticales. Conocido como un pedazo de Europa en medio del sur del país, el estado de Santa Catarina tiene uno de los mayores índices de desarrollo del Brasil, basado en una producción diversificada. Otra gran atracción es el Faro de Santa Marta, el más grande de América y tercero a nivel mundial.

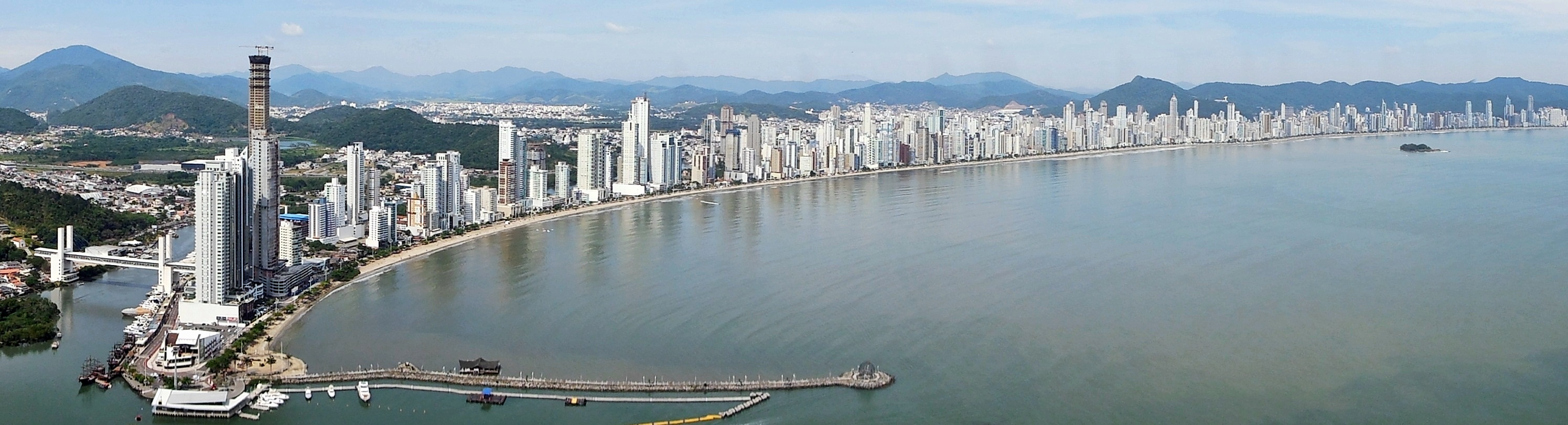
Balneário Camboriú, el "Dubai brasileño".

## Infraestructura

### Carreteras

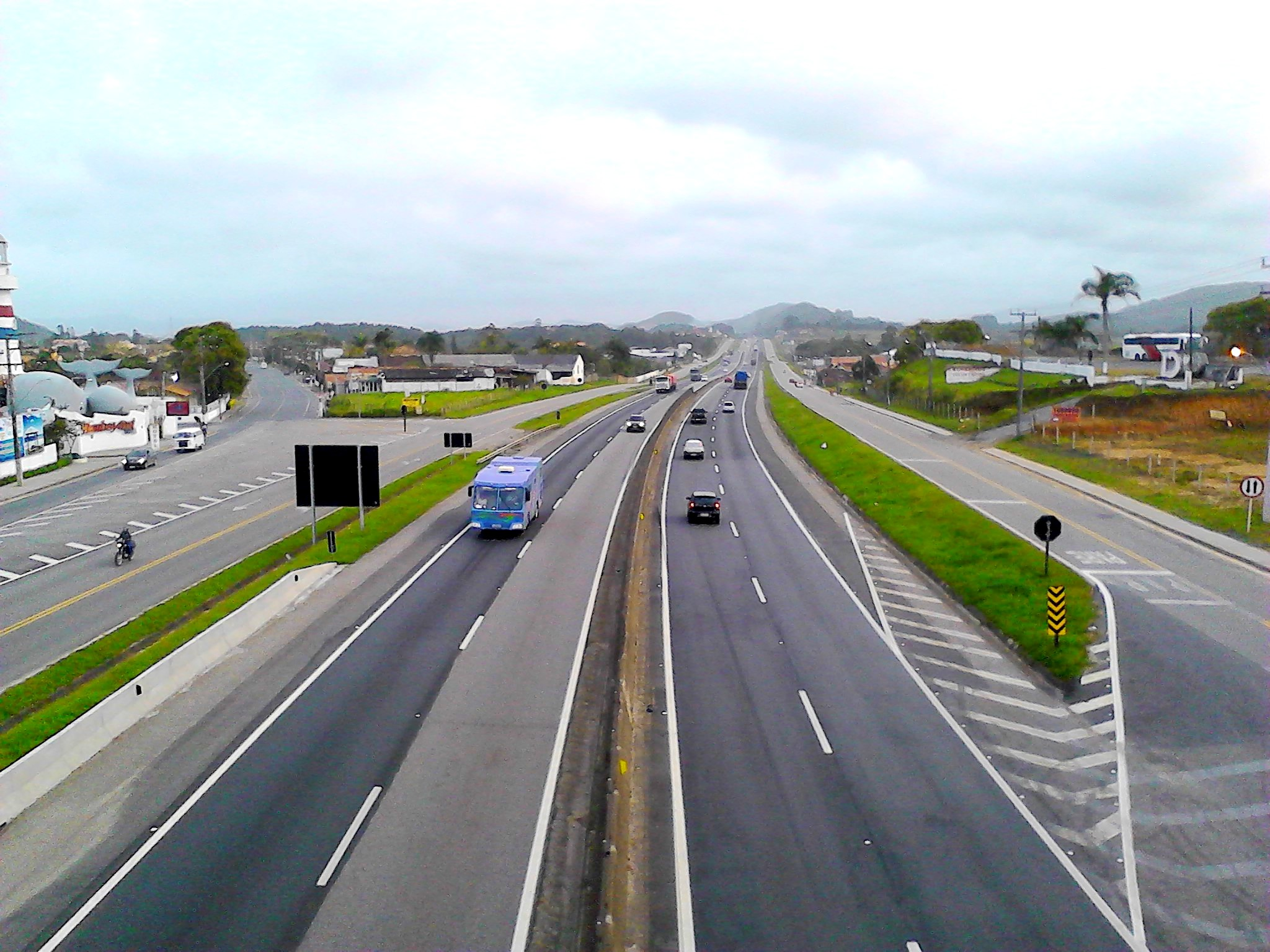
BR-101 cerca de Barra Velha.

En 2019, Santa Catarina contaba con 62 871 km de carreteras, de los cuales 9321 km estaban pavimentados, y de estos, 556 km eran carreteras duplicadas.
La carretera principal es la BR-101, que está completamente duplicada, pasando a lo largo de la costa, donde se encuentran la mayoría de las 25 ciudades del estado de Santa Catarina con el PIB más alto. Otras carreteras importantes en el estado son BR-470 y BR-280, que actualmente se encuentran en obras de duplicación, BR-116, BR-282, BR-153 y BR-158. 

### Aeropuertos
Por ser un estado sin grandes metrópolis, con ciudades de no más de 600 mil habitantes, Santa Catarina tiene algunos aeropuertos importantes repartidos por todo el estado. Cinco de ellos realizan vuelos comerciales:
Florianópolis, la capital, cuenta con el Aeropuerto Internacional Hercílio Luz para vuelos nacionales e internacionales. El tráfico ha crecido significativamente y en octubre de 2019 se inauguró un nuevo aeropuerto para atender a 2,7 millones de pasajeros al año.
En Navegantes está el Aeropuerto Internacional de Navegantes, el segundo más grande de Santa Catarina y principal puerta de entrada a la Región del Vale do Itajaí, compuesto por 12 municipios con un PIB de R$ 49 mil millones, lo que corresponde al 15,3% del PIB del estado. El aeropuerto tiene capacidad para 3,5 millones de pasajeros al año.
En Joinville está el Aeropuerto Joinville-Lauro Carneiro de Loyola, que sirve a la ciudad más grande del estado de Santa Catarina, con 590 mil habitantes. La región de Joinville es responsable del 18,3% del PIB del estado y es uno de los polos industriales más importantes del desarrollo del sur del país. El aeropuerto tiene capacidad para 800 mil pasajeros/año.
En Chapecó se encuentra el Aeropuerto de Chapecó, que sirve a la ciudad más grande del oeste del estado. El aeropuerto recibe alrededor de 500.000 pasajeros al año.
En la zona cercana a Criciúma, la famosa región carbonífera de Brasil, se inauguró en 2014 el Aeropuerto Regional Jaguaruna, que en 2023 acogió a unos 120.000 pasajeros al año.

### Puertos

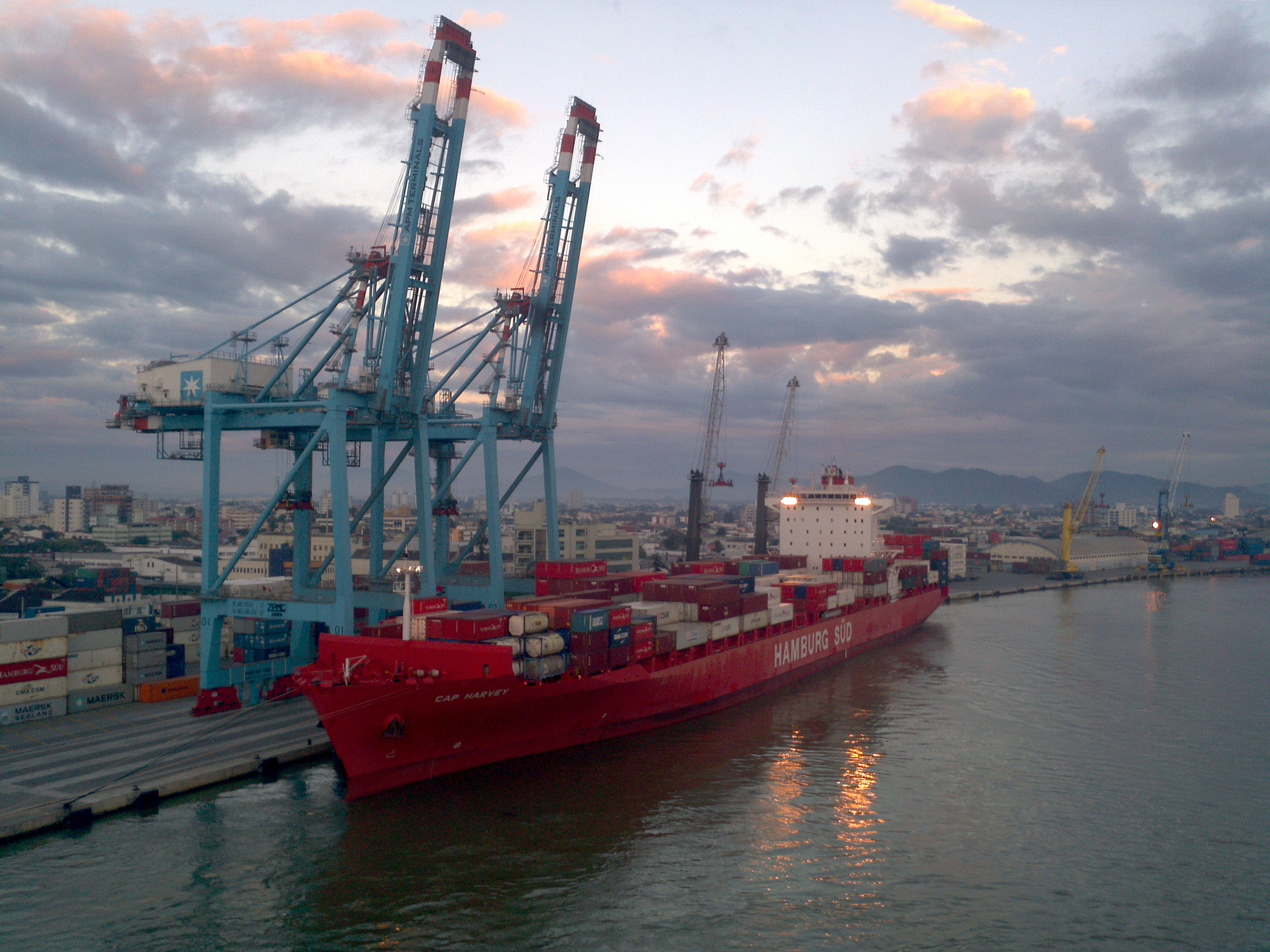
El Puerto de Itajaí es uno de los principales puertos de Brasil.

El estado tiene cinco puertos especializados — Itajaí, São Francisco do Sul, Itapoá, Imbituba y Navegantes — siendo los dos primeros de gran importancia. São Francisco do Sul es un importante exportador de soja, madera y celulosa, e importador de material de acero, como barras y bobinas de acero, además de fertilizantes y urea. Itajaí exporta muchos productos de pollo, madera y carne e importa productos mecánicos y electrónicos, químicos y textiles varios. Imbituba representa una terminal de carbón y Laguna, un puerto pesquero. Itajaí tuvo un movimiento de carga de 18,9 millones de toneladas en 2021, y São Francisco do Sul, 13,6 millones, estando entre las 10 mayores del país.

## Deportes

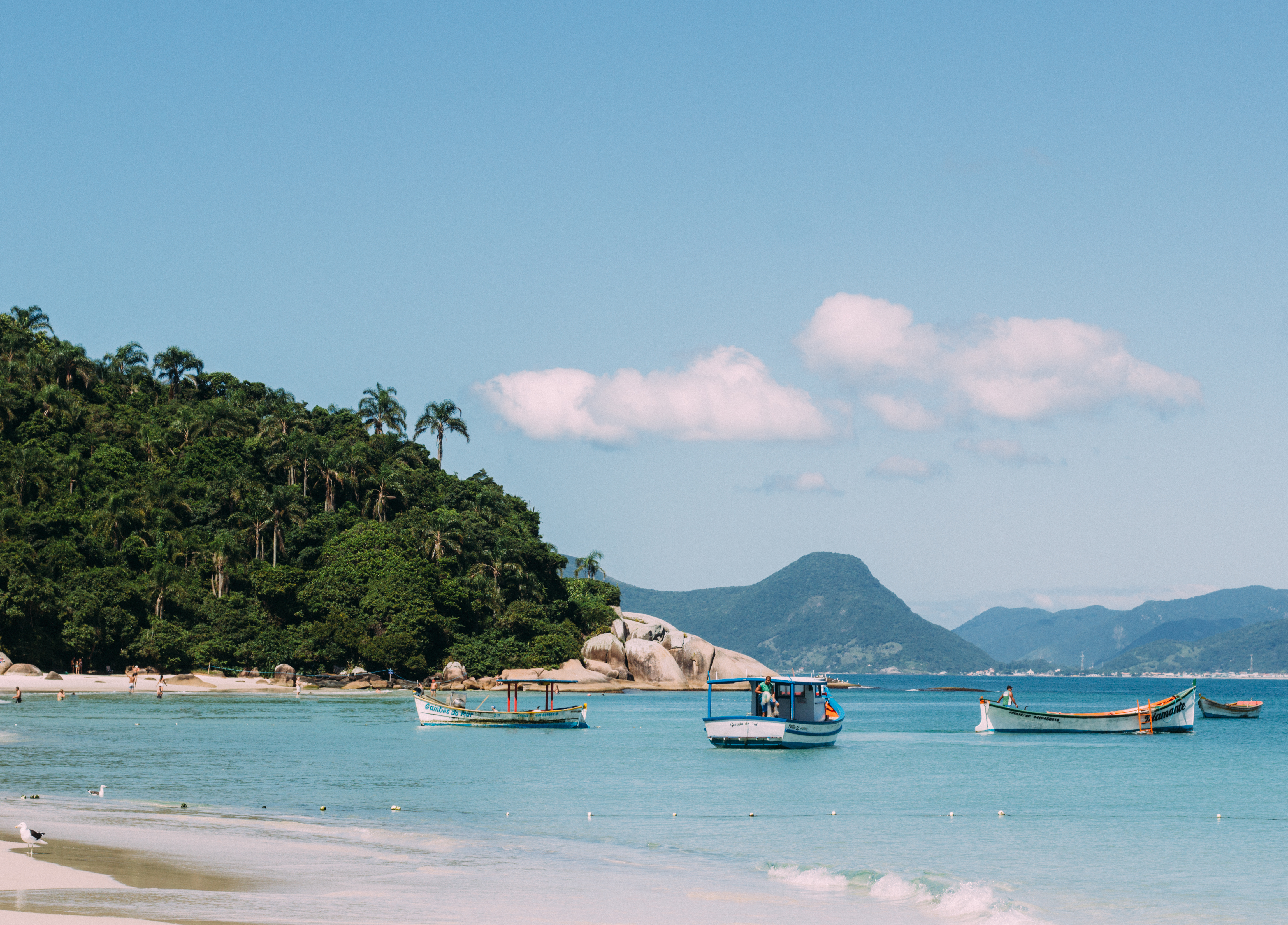
Playa de Campeche en Florianópolis.

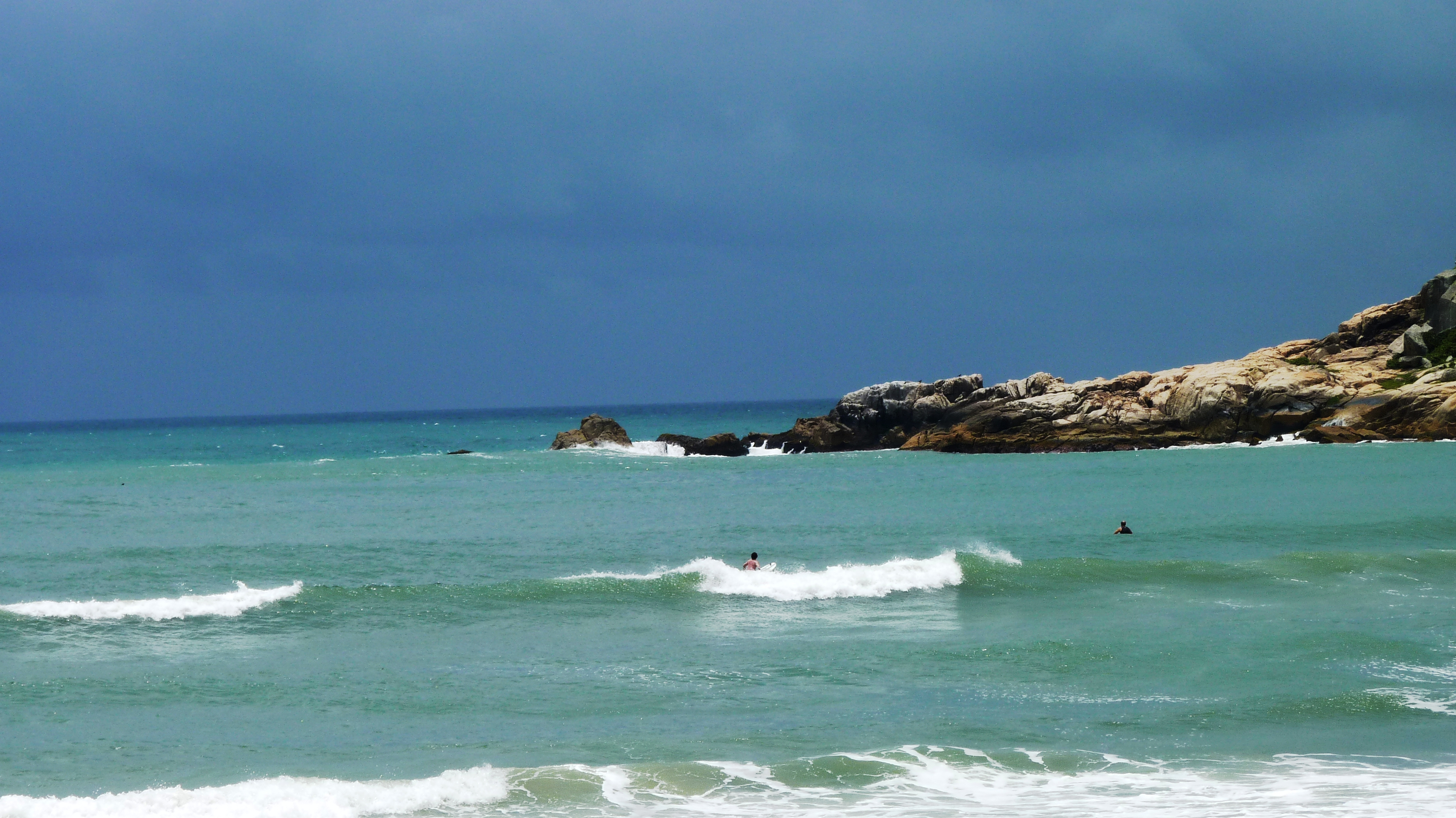
Praia do Rosa en Imbituba.

En el estado de Santa Catarina nacieron importantes atletas como: Gustavo Kuerten, el mayor tenista masculino de la historia del país; Pedro Barros, uno de los patinadores más importantes del país junto con Bob Burnquist; Darlan Romani, campeón mundial de lanzamiento de peso, Tiago Splitter, campeón de la NBA, Fernando Scherer, medallista olímpico y campeón mundial de natación, y Ana Moser, medallista olímpica de voleibol.
Los principales clubes de fútbol de Santa Catarina son:
Criciuma EC de Criciúma. Criciúma EC, también conocido como "Tigre" (Tigre), fue campeón de la Copa do Brasil (Copa de Brasil) en 1991, el campeonato más importante ganado por un equipo de Santa Catarina en mucho tiempo. Criciúma es el único equipo de Santa Catarina que jugó la Copa Libertadores de América, en 1992, cuando terminó como 5.º. Criciúma también ganó la segunda serie brasileña de 2002 y la serie C de 2006. Criciuma está jugando actualmente el Campeonato Brasileiro Série A, la primera división nacional brasileña.

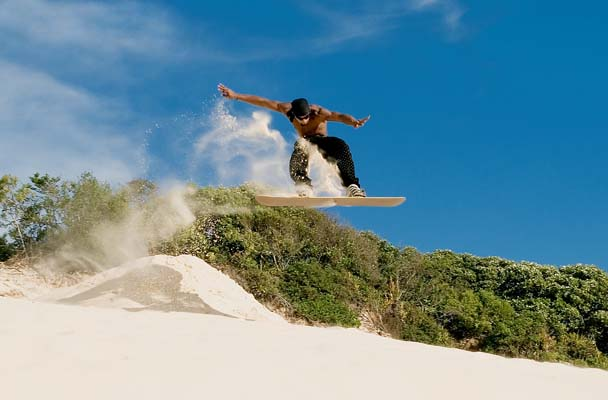
Sandboarder en las dunas de Florianópolis.
Figueirense FC blanco y negro de Florianópolis. Sus apodos son Figueira (Higuera) y O Furacão do Estreito (El Huracán de Estreito). Su estadio es el Orlando Scarpelli, ubicado en el barrio Estreito en la parte continental de la ciudad. Figueirense juega actualmente en el Campeonato Brasileiro Série C, la tercera división del fútbol brasileño.
Avaí FC, azul y blanco de Florianópolis. También se le conoce como O Leão da Ilha (El León de la Isla). Su estadio es el Aderbal Ramos da Silva, conocido popularmente como Ressacada, ubicado en el barrio de Carianos, en el sur de la isla. Avaí juega actualmente en el Campeonato Brasileiro Série B, la segunda división del fútbol brasileño.
Joinville Esporte Clube de Joinville. También se le conoce como "Tricolor" o "JEC". JEC ganó el Campeonato Brasileiro Série B, la segunda división del fútbol brasileño, en 2014 y ascendió al Campeonato Brasileiro Série A, la primera división, pero actualmente se quedó sin división nacional, después de dos descensos consecutivos.
Asociación Chapecoense de Futebol de Chapecó. Chapecoense está jugando en el Campeonato Brasileiro Série B, la segunda división del fútbol brasileño. El club mencionado es hoy en día el más conocido a nivel mundial, dado que su plantilla sufrió un accidente aéreo cuando iba a disputar la primera final de la  Copa Sudamericana 2016. La Conmebol decidió que el conjunto catarinense sea campeón póstumo del certamen.Siendo hasta hoy, el único título internacional de fútbol que posee el estado.
Sobre el surf, en general, se considera que la isla de Campeche tiene las mejores y más consistentes olas de Brasil, y en abril de cada año alberga lo que actualmente es la única competencia de surf profesional del World Championship Tour de la ASP (Asociación de Surfistas Profesionales) de América del Sur. Brasil ha sido anfitrión de muchos eventos de la gira ASP en los últimos 30 años. Los sitios anteriores del concurso incluyen Río de Janeiro, Barra de Tijuca y Saquarema, pero en los últimos cuatro años la gira se ha establecido en Florianópolis. Celebrado anteriormente hacia el final de la gira, en los últimos años se han coronado varios campeones mundiales de la ASP en Brasil. En 2004 fue Andy Irons, y en 2005 fue Kelly Slater (quien ya tenía su título mundial ASP 2006 cosido por Brasil).

Arena Condá, en Chapecó, el estadio más grande de Santa Catarina y sede del Chapecoense.

## Historia

### Primeros tiempos
La región costera del territorio que constituye hoy Santa Catarina fue, desde la época de descubrimiento, visitada por navegantes de varias nacionalidades. Entre las versiones, se encuentra la de la presencia del francés Binot Paulmier de Gonneville, que habría estado en el estado durante seis meses, en 1504. No existen dudas de los viajes de los portugueses Nuno Manuel y Cristóvão de Haro, que pasaron por ahí en 1514, y dieron nombre a la Isla de los Patos, la actual isla de Santa Catarina. Al año siguiente, Juan Díaz de Solís pasó por ahí en dirección al Río de la Plata. Once náufragos de esa expedición fueron recibidos por los indios carijós e iniciaron con ellos un intenso mestizaje. Estos aborígenes vivían de la caza y la pesca, eran eximios tejedores de redes y cestos, y trabajaban objetos en piedra.

### Expediciones españolas
Varias expediciones españolas se detuvieron en el litoral catarinense (que era conocido como Mbiaza' o Ybiaza o La Vera) en su rumbo al Río de la Plata: Don Rodrigo de Acuña, en 1525, dejó 17 tripulantes en la isla. Sebastián Caboto, en 1526-1527, se abasteció en el estado y fue rumbo al Río de la Plata, para luego retornar. Después de Caboto, llegaron Diego García y, en 1535, Gonzalo de Mendoza. En 1541, Álvar Núñez Cabeza de Vaca partió de la isla de Santa Catarina para traspasar la serra do Mar y llegar por tierra al Paraguay, descubriendo a su paso las cataratas del Iguazú.
Con el propósito de tomar posesión del Brasil meridional, el gobierno español nombró a Juan Sanabria gobernador del Paraguay con la misión de colonizar la región del Río de la Plata y poblar también el puerto de San Francisco de Mbiaza (antecedente de la actual São Francisco do Sul), en la costa noreste de Santa Catarina. Con la muerte de Juan Sanabria, tomó posesión del cargo su hijo Diogo. Algunos navíos de la expedición lograron llegar hasta la isla de Santa Catarina, donde los españoles permanecieron por dos años. Se dividieron en dos grupos: uno de ellos en Asunción; y el otro, liderado por Hernando Trejo y Sanabria, se estableció en San Francisco de Mbiaza, quienes ante la continua amenaza de ataque retornaron a la capital paraguaya.

### Ocupación portuguesa
Los aborígenes de la región fueron catequizados desde el año 1549 por los jesuitas que viajaron en compañía del gobernador general Tomé de Sousa, dirigidos por el padre Manuel da Nóbrega. Los jesuitas se empeñaron con entusiasmo en esa misión, volviéndose un obstáculo para los intentos de los colonizadores portugueses por esclavizar a los indios. No consiguieron llevar a buen término su tarea y a mediados del siglo XVII, desistieron de catequizar el sur del país.

Con la división de Brasil en capitanías hereditarias, la costa catarinense hasta la altura de Laguna, y más tarde junto a dos tercios de Paraná, formaron la capitanía de Santana, la última porción del sur, donada por Pero Lopes de Sousa. Ni el donador ni sus herederos procuraron la colonización. El territorio, después del litigio de dos siglos entre los herederos de Pero Lopes y los de su hermano Martim Afonso de Sousa, fue, en el comienzo del siglo XVIII, comprado por la corona, juntamente con las tierras de Paraná y gran parte de São Paulo. Al mismo tiempo, España consideraba indiscutible su derecho debido al Tratado de Tordesillas sobre esos territorios y recomendaba a los adelantados la conquista y poblamiento no solo de la isla del litoral, el cual era llamado por los españoles como La Vera o con la palabra de origen guaraní Mbiazá.
Tras la independencia del Brasil, el territorio de Santa Catarina proclamó su independencia del Brasil en los 1830 con el nombre de República Juliana la cual estaba confederada con la República Riograndense, aplastadas estas dos repúblicas por el imperio brasileño, aún a inicios de siglo XX existían guerras en parte del territorio (Guerra del Contestado).